# Ergué-Gabéric
Ergué-Gabéric [ɛʁge gabeʁik] est une commune du département du Finistère, dans la région Bretagne, dans le Nord-Ouest de la France. Elle est située à quelques kilomètres à l'est de Quimper, appartient à l'arrondissement de Quimper et au canton de Fouesnant.
La commune est reconnue comme le berceau de la famille Bolloré et demeure toujours l'assise du groupe industriel du même nom (Bolloré).

## Géographie

### Localisation
Entourée par les communes de Quimper, Briec, Landudal, Elliant, Saint-Yvi et Saint-Évarzec, Ergué-Gabéric est située à 5 km au nord-est de Quimper, la plus grande ville des environs. Le fleuve Odet et son affluent le Jet sont les principaux cours d'eau qui délimitent la commune.
La commune fait partie traditionnellement du Pays Glazik.
| Odet, Quimper | Odet, Briec        | Odet, Landudal |
| Odet, Quimper | Ergué-Gabéric      | Elliant        |
| Odet, Quimper | Jet, Saint-Évarzec | Jet, Saint-Yvi |

### Relief
| - Carte topographique de la commune de Ergué-Gabéric. |

### Hydrographie
Pour un article plus général, voir Réseau hydrographique du Finistère.
La commune est située dans le bassin Loire-Bretagne. Elle est drainée par l'Odet, le Jet et divers autres petits cours d'eau,.
L'Odet, d'une longueur de 63 km, prend sa source dans la commune de Saint-Goazec et se jette  dans l'anse de Bénodet entre les communes de Combrit et de Bénodet, après avoir traversé onze communes.  Les caractéristiques hydrologiques de l'Odet sont données par la station hydrologique située sur la commune. Le débit moyen mensuel est de 4,78 m3/s. Le débit moyen journalier maximum est de 59,2 m3/s, atteint lors de la crue du 13 décembre 2000. Le débit instantané maximal est quant à lui de 93,5 m3/s, atteint le 1er février 1974.

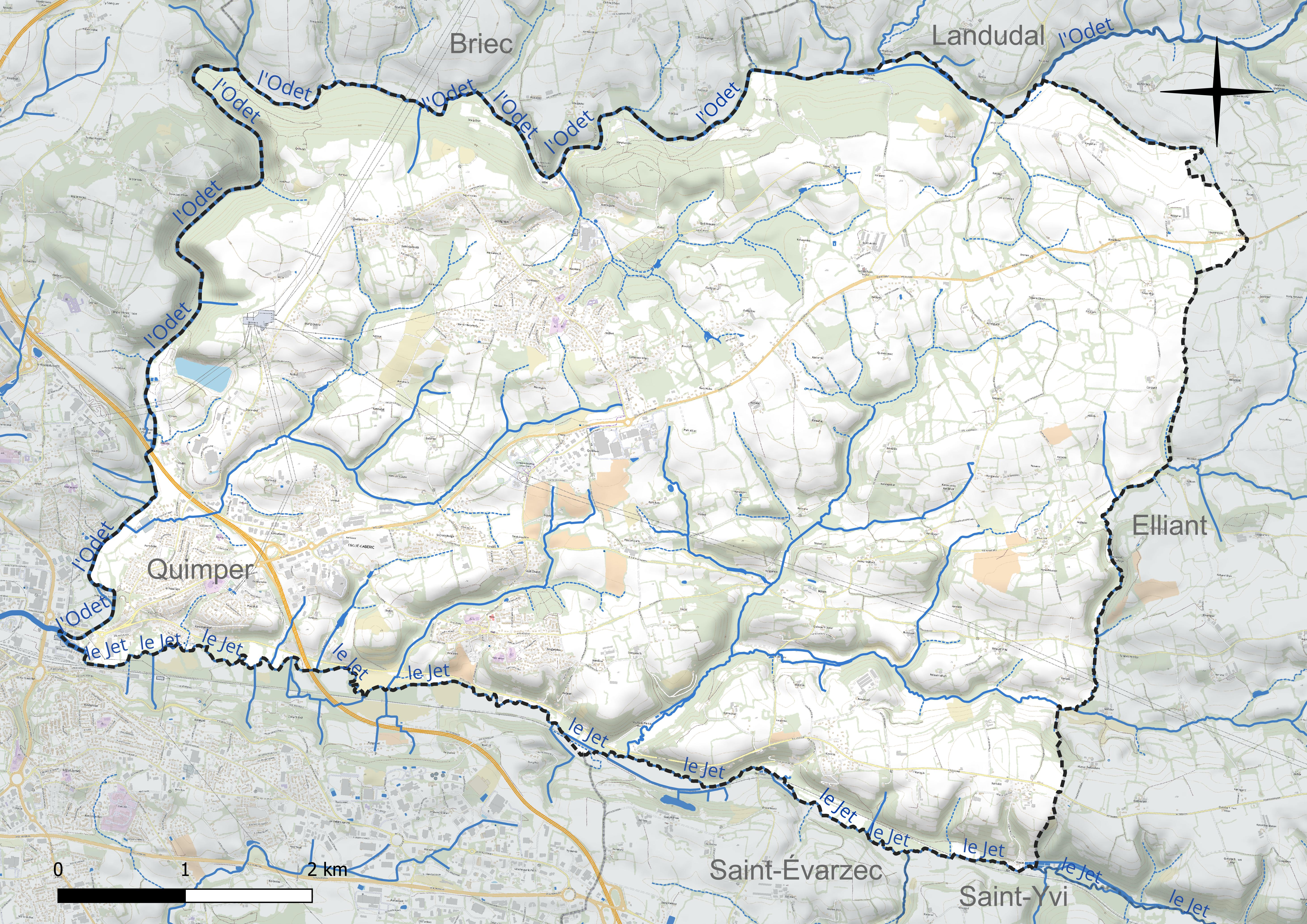
Réseau hydrographique d'Ergué-Gabéric.

Le Jet, d'une longueur de 29 km, prend sa source dans la commune de Coray et se jette  dans l'Odet à Quimper, après avoir traversé sept communes.  Les caractéristiques hydrologiques du Jet sont données par la station hydrologique située sur la commune. Le débit moyen mensuel est de 2,32 m3/s. Le débit moyen journalier maximum est de 28,5 m3/s, atteint lors de la crue du 12 décembre 2000. Le débit instantané maximal est quant à lui de 48,2 m3/s, atteint le même jour.

### Climat
Pour des articles plus généraux, voir Climat de la Bretagne et Climat du Finistère.
En 2010, le climat de la commune est de type climat océanique franc, selon une étude du CNRS s'appuyant sur une série de données couvrant la période 1971-2000. En 2020, Météo-France publie une typologie des climats de la France métropolitaine dans laquelle la commune est exposée à un climat océanique et est dans la région climatique Bretagne orientale et méridionale, Pays nantais, Vendée, caractérisée par une faible pluviométrie en été et une bonne insolation. Parallèlement l'observatoire de l'environnement en Bretagne publie en 2020 un zonage climatique de la région Bretagne, s'appuyant sur des données de Météo-France de 2009. La commune est, selon ce zonage, dans la zone « Monts d'Arrée », avec des hivers froids, peu de chaleurs et de fortes pluies.  
Pour la période 1971-2000, la température annuelle moyenne est de 11,5 °C, avec une amplitude thermique annuelle de 11 °C. Le cumul annuel moyen de précipitations est de 1 151 mm, avec 16 jours de précipitations en janvier et 8,1 jours en juillet. Pour la période 1991-2020, la température moyenne annuelle observée sur la station météorologique la plus proche, située sur la commune de Plomelin à 12 km à vol d'oiseau, est de 12,2 °C et le cumul annuel moyen de précipitations est de 1 150,4 mm,. Pour l'avenir, les paramètres climatiques de la commune estimés pour 2050 selon différents scénarios d'émission de gaz à effet de serre sont consultables sur un site dédié publié par Météo-France en novembre 2022.

## Urbanisme

### Typologie
Au 1er janvier 2024, Ergué-Gabéric est catégorisée bourg rural, selon la nouvelle grille communale de densité à 7 niveaux définie par l'Insee en 2022.
Elle appartient à l'unité urbaine de Quimper, une agglomération intra-départementale dont elle est une commune de la banlieue,. Par ailleurs la commune fait partie de l'aire d'attraction de Quimper, dont elle est une commune de la couronne,. Cette aire, qui regroupe 58 communes, est catégorisée dans les aires de 200 000 à moins de 700 000 habitants,.

### Occupation des sols

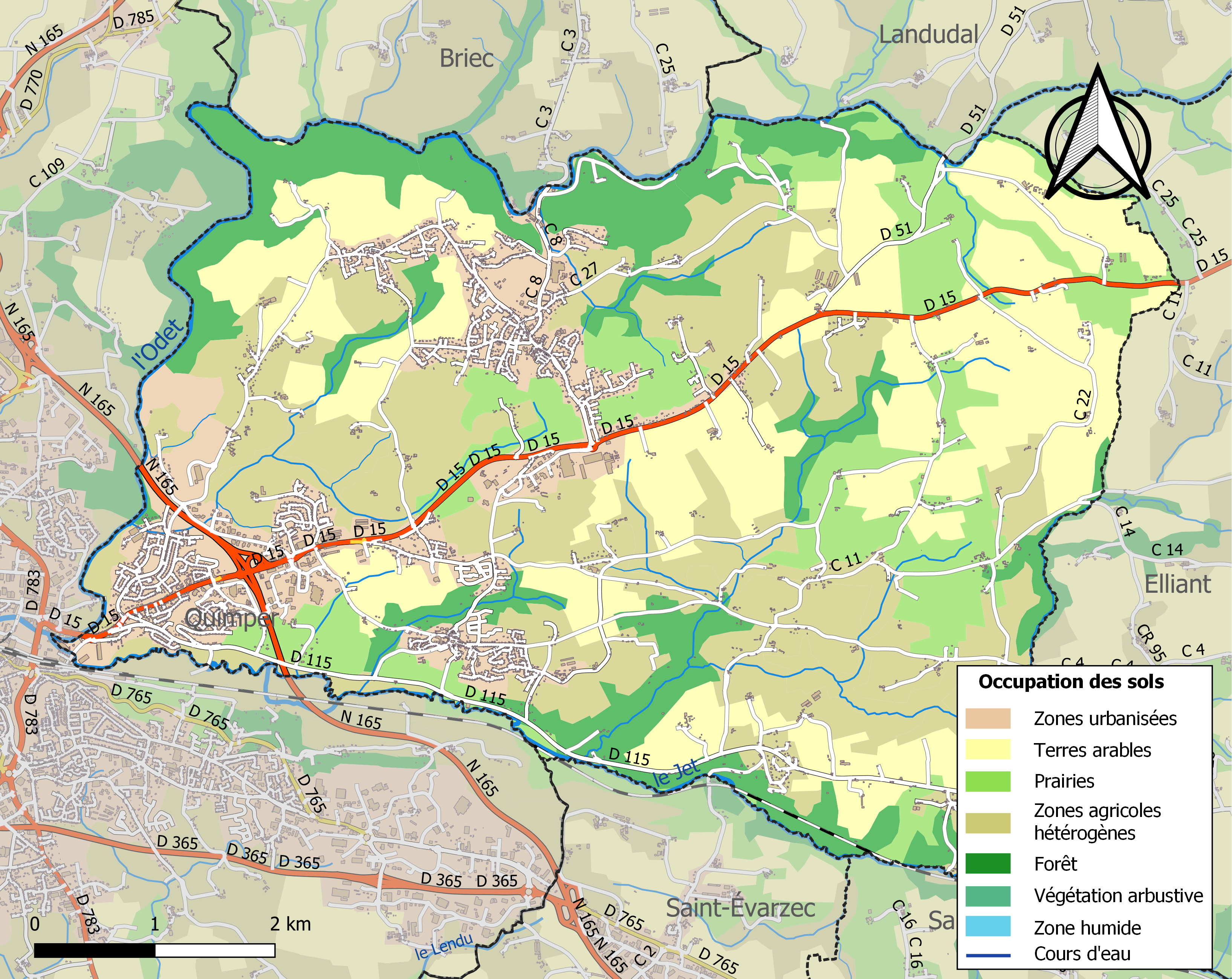
Carte des infrastructures et de l'occupation des sols de la commune en 2018 (CLC).

Le tableau ci-dessous présente l' occupation des sols de la commune en 2018, telle qu'elle ressort de la base de données européenne d'occupation biophysique des sols Corine Land Cover (CLC).
| Type d'occupation                                                                   | Pourcentage | Superficie (en hectares) |
| ----------------------------------------------------------------------------------- | ----------- | ------------------------ |
| Tissu urbain discontinu                                                             | 9,5 %       | 378                      |
| Zones industrielles ou commerciales et installations publiques                      | 4,4 %       | 176                      |
| Extraction de matériaux                                                             | 0,6 %       | 24                       |
| Terres arables hors périmètres d'irrigation                                         | 26,1 %      | 1034                     |
| Prairies et autres surfaces toujours en herbe                                       | 14,1 %      | 560                      |
| Systèmes culturaux et parcellaires complexes                                        | 23,9 %      | 947                      |
| Surfaces essentiellement agricoles interrompues par des espaces naturels importants | 6,1 %       | 241                      |
| Forêts de feuillus                                                                  | 5,5 %       | 217                      |
| Forêts de conifères                                                                 | 3,3 %       | 129                      |
| Forêts mélangées                                                                    | 6,4 %       | 255                      |
| Source : Corine Land Cover                                                          |             |                          |

L'occupation des sols met en évidence la prédominance des territoires agricoles sur la forêt ainsi qu'une importante urbanisation du territoire. La forêt, qui occupe 15,2 % de la surface communale, est constituée majoritairement de feuillus. Elle occupe principalement les versants abruptes de la vallée de l'Odet et du Jet, impropres aux cultures.

## Toponymie

### Ergué-Gabéric
Son nom breton est An Erge Vras signifiant Le Grand Ergué. La première mention écrite du nom date de 1160 sous la forme Arke, qui laisse supposer une forme plus ancienne Arkae. À l'origine, le terme Erge en vieux-breton se décompose en ar signifiant aux abords de, en avant de, et kae pour haie, talus défensif. Le territoire d'Erge a été divisé en deux au XIIe siècle : le suffixe Gabéric est probablement issu du patronyme Cabellic, dont un représentant Guy Cabellic fut évêque de Cornouaille de 1267 à 1280.

### Villages
- En 1843, le Dictionnaire historique et géographique de Bretagne indique la présence de trois manoirs : Lezergué, Cleuyou et Kerjenny et cite onze villages : Quélennec, Squividan, Kerourvoas, Salverte, Quilinec (Mélenec), Lostaguiret (Lostarguillec), Kerellou, Kerdilès, Kervéguen, Kerfor, Kerlariou (Kerlaviou). Dans son étude sur les noms de lieux d'Ergué-Gabéric, publiée en breton en 1977, Bernez Rouz indique avoir travaillé sur un corpus de 205 lieux-dits.
- Keranroux (dérivé de Ker an Roux, en breton « Le village de le Roux ») est situé, au bout de la route provenant de Tréodet, près d'un promontoire qui permet de contrôler l'accès aux gorges du Stangala. Le hameau serait ancien, il remonterait à Saint-Guénolé, deuxième abbé de Landévennec. Certains documents plus récents mentionnent son existence autour de 1750. Le hameau est composé de deux corps d'habitations, l'un assez récent 1800, l'autre très ancien mais rénové, il possède un puits, une fontaine et un four à pain imposant[20].
- Tréodet (étymologie obscure, soit de tref, « lieu habité et cultivé », soit de treb, « trêve ou église succursale », soit de traon, « colline », soit de treiz, « passage ») est situé au début de la belle vallée du Stangala. Le site est maintenant traversé par une route nationale[21].

## Histoire

### Moyen Âge
Une motte féodale a existé au lieu-dit « Castel » (Coz-Castel). La maison noble de Kerfort appartenait en 1420 à Anceau de La Marche.

### Époque moderne
« Vers l'an 1640, Gui Autret, seigneur de Missirien, fit bâtir, près de l'avenue de son château d'Ergué, une chapelle dédiée à saint Joachim, dans laquelle il fonda quatre messes par semaine ».
L'abbé A. Favé a étudié les archives paroissiales d'Ergué-Gabéric pour la période allant de 1678 à 1716, présentant la vie de Jan Baudour, curé de la paroisse pendant 38 ans, originaire de Lannilis, décédé en 1716, et la vie de la paroisse à cette époque, ainsi que les notables vivant dans les divers manoirs, ceux de Kerforz (habité par le seigneur Louis-René de La Marche et sa famille), de Pennareün (Jean-Baptiste Gelin, écuyer et seigneur du lieu), de La Salle-Verte (François Delille), de Lézergué (Jacques de Charmoy), etc..
Les multiples interdictions concernant les inhumations dans les églises, décidées par les Évêques dès la fin du XVIe siècle et par le Parlement de Bretagne en 1719 et 1721 suscitèrent parfois des réactions très violentes à l'encontre du clergé de la part des paroissiens : ce fut le cas à Ergué-Gabéric.
En 1759 la paroisse d'Ergué-Gabéric [le nom est écrit Ergué-Gabérit] devait chaque année fournir 25 hommes pour servir de garde-côtes.
Jean-Baptiste Ogée décrit ainsi Ergué-Gabéric en 1778 :

« Ergué-Gabéric ; à une lieue un tiers à l'est de Quimper, son évêché, sa subdélégation et son ressort, et à 37 lieues de Rennes. On y compte 1 800 communiants ; la cure est à l'alternative. Son territoire est très fertile en grains, et plein de vallons, où sont de très belles prairies ; mais on y voit beaucoup de landes et de terres incultes. (…) Toute la paroisse relève du Roi, à l'exception des trois villages de Kermorvan, Kernichiren et Kerougan qui se trouvent dans le fief de l'évêque de Quimper. »

### Révolution française
La paroisse d'Ergué-Gabéric, qui comprenait alors 150 feux, élit deux délégués, Jean Le Signour et Augustin Gillart, pour la représenter à l'assemblée du tiers état de la sénéchaussée de Quimper au printemps 1789.
Marie-Hyacinthe de Geslin est né le 3 juillet 1768 au château de Kerlut en Plobannalec. Seigneur de Pennarun (le manoir de Pennarun se trouve en Ergué-Gabéric]) et de Quimperlé, il fut réputé être, selon un rapport de gendarmerie, « un des plus cruels parmi les chouans qu'il commandait. Surnommé "le chouan de Pennarun", il a dirigé une grande partie des assassinats qui ont eu lieu dans le Finistère ». Il est mort le 1er novembre 1832 à Quimperlé.

### Les moulins d'Ergué-Gabéric
En raison de son réseau hydrographique dense (l'Odet et le Jet, ainsi que certains de leurs affluents), 17 moulins à eau ont été recensés, ayant existé à des époques variables ; neuf existaient encore en 1790, ainsi qu'en 1809. Huit se trouvaient sur l'Odet et ses affluents (les principaux étant le moulin de Kergonan, connu depuis 1540 et Meilh Poul, connu depuis 1426 et en service jusqu'en 1924) et neuf sur le Jet et ses affluents (dont Meilh Jet, Meilh Faou, arrêté en 1976 et Pennarun, qui ferma aussi en 1976. C'était des moulins à farine sauf Meilh Paper, sur l'Odet, qui est à l'origine de l'implantation de la papeterie Bolloré en 1822.
Une histoire semi-légendaire existe à propos d'un cheval du moulin de Meilh Poul : cela se passait vers la fin du XIXe siècle. Le cheval du moulin de Meilh Poul fut une nuit attaqué par un loup affamé. Appuyant son arrière-train contre un têtard de chêne, le cheval fit face toute la nuit. À un moment le loup eut soif et alla boire à l'Odet. Le cheval en profita pour lui écraser la tête avec ses sabots. Cette scène n'eut pas de témoins mais fut reconstituée grâce au cadavre du loup et aux diverses traces laissées sur place par les deux animaux.

### LeXIXesiècle

#### Les papeteries Bolloré
C'est à Ergué-Gabéric que sont fondées par Nicolas Le Marié, en 1822, les papeteries d'Odet, situées dans le village de Lestonan, au nord-est du bourg. Ces papeteries, qui fabriquent du papier d'emballage, du papier bulle, du papier pour cahiers et du papier à cigarettes, dirigées par Jean-René Bolloré à partir de 1861, ont fait depuis, la fortune de la famille Bolloré,. René Bolloré I dirige l'entreprise à partir de 1881, René Bolloré II lui succède en 1905, Gaston Thubé (beau-frère du précédent) en 1935, puis René Bolloré III et Michel Bolloré en 1946 et Vincent Bolloré à partir de 1981.
En 1881, l'usine Bolloré emploie plus de 80 salariés ; Jean-René Bolloré, catholique fervent influencé par les idées de Marc Sangnier, a établi des relations paternalistes au sein de l'entreprise ; conseiller général, il échoue à deux reprises aux élections législatives en 1876 et 1877.
René Bolloré II fait construire en 1910 le manoir d'Odet. En 1914, les deux papeteries d'Odet et de Cascadec (laquelle a ouvert en 1893 à Scaër) comptent en tout 200 ouvriers.

#### Ergué-Gabéric dans la première moitié duXIXesiècle
A. Marteville et P. Varin, continuateurs d'Ogée, décrivent ainsi Ergué-Gabéric en 1845 :

« Ergué-Gabéric (sous l'invocation de saint Gwenaël, abbé de Landévennec), commune formée par l'ancienne paroisse de ce nom, aujourd'hui succursale. (…) Principaux villages : Quélennec, Squividan, Kerourvoas, Salverte, Quilinec, Lostarguirec, Kerellou, Kerdilès, Kervéguen, Kerfor, Kerlarion. Objets remarquables : manoirs de Lezergué, de Cleuyou ; château de Kerjenny. Superficie totale 3 988 hectares, dont (…) terres labourables 1 941 ha, prés et pâturages 365 ha, bois 179 ha, vergers et jardins 39 ha, landes et incultes 1 324 ha (…). Moulins du Ged [Jet], Penarrun, Cleuyou, Coutilli, Poul, Faou, Pont-ar-Marhat. Outre l'église, il y a les chapelles Saint-Guinolé, Notre-Dame-de-Quelen (en ruines) et Kerdévot. Il y a en Ergué-Gabéric un moulin à papier et une tuilerie. La route royale n° 165, dite de Nantes à Audierne, traverse cette commune du sud-est au nord-ouest. Géologie : constitution granitique ; micaschiste au nord du bourg. On parle le breton. »

#### Les doubles bidets
Vers la fin du XIXe siècle et le début du XXe siècle, la commune est connue pour la pratique de la polyculture et l'élevage des doubles bidets.

#### L'école de hameau de Lestonan
Un rapport du Conseil général du Finistère indique en août 1880 qu'Ergué-Gabéric fait partie des 27 communes de plus de 500 habitants du Finistère qui n'ont encore aucune école de filles.
Fin XIXe, la construction de 67 écoles de hameaux a été autorisée dans le Finistère par deux décrets :
- le décret du 25 octobre 1881 qui a délégué une subvention pour 18 écoles de hameaux sur l'arrondissement de Quimperlé ; toutes ont été bâties ;
- le décret du 14 mars 1882 qui a délégué une subvention pour 50 écoles de hameaux sur les quatre autres arrondissements du département (Brest, Châteaulin, Morlaix, Quimper) à choisir dans les communes « dont le territoire est le plus étendu et les ressources les plus restreintes » ; 49 ont été bâties dont 1 à Ergué-Gabéric (Lestonan)[38].

### LeXXesiècle

#### La mine d'antimoine de Kerdévot
Des paysans découvrirent fortuitement au printemps 1911 le gisement d'antimoine de Kerdévot en défrichant des broussailles, en particulier de la stibine. La "Compagnie des mines de La Lucette" obtint en 1913 une concession de 120 ha, à cheval sur les communes d'Ergué-Gabéric et Elliant, creusa 3 puits et un kilomètre de galeries de mines, les plus profondes descendant jusqu'à une cinquantaine de mètres, employant jusqu'à 54 ouvriers en 1915, le minerai étant expédié à la fonderie du Genest (Mayenne). En 1916, la société arrêta l'exploitation sur ce site et entreprit le démontage des installations, puis reprit des recherches en contrebas de Niverrot en 1927, ce qui provoqua une reprise éphémère de l'exploitation qui cessa définitivement le 1er novembre 1928.
Le Bureau de recherches géologiques et minières a effectué un travail de prospection dans la décennie 1970, trouvant plusieurs gisements, mais de trop faible teneur en minerai pour être économiquement exploitables.
La "mine de Kerdévot" fait l'objet d'un arrêté préfectoral de protection de biotope en date du 6 octobre 1998 « afin de garantir la protection du biotope nécessaire à la reproduction, au repos et à la survie des chauves-souris », attendu que cette mine abrite diverses espèces animales protégées dont le grand rhinolophe, le grand murin, le vespertilion à moustaches, le vespertilion de Daubenton et l'oreillard roux. « La pénétration des personnes dans les parties souterraines de la zone de protection est interdite ».

#### La Première Guerre mondiale
668 Gabéricois auraient été mobilisés pendant la Première Guerre mondiale, soit 23,1 %de la population communale, estimée en 1914 à 2 887 habitants.
Le monument aux morts d'Ergué-Gabéric porte les noms de 123 soldats morts pour la France pendant la Première Guerre mondiale. Parmi eux, plusieurs ont été décorés : Corentin Le Gall et René Le Gall ; Joseph Chausse fut décoré de la Légion d'Honneur. Deux au moins (Corentin Le Failler et Louis Bacon) sont morts alors qu'ils étaient membres de l'Armée d'Orient, deux alors qu'ils étaient prisonniers de guerre en Allemagne (Mathias Espern et Jean Jaouen, ce dernier le 23 novembre 1918, donc après l'armistice), d'autres sur le front belge comme Simon Himidy et François Gourmelen, certains sont disparus en mer comme Guénolé Le Meur et Jean Le Grand, la plupart des autres étant décédés sur le sol français : parmi eux, trois frères Le Menn, de Kerourvois, ont été tués : Henri, tué le 15 septembre 1914 à Ville-sur-Tourbe (Marne), Jean-Marie, tué le 29 février 1916 à Verdun (Meuse) et Yvon, tué le 12 juillet 1916 à Méricourt (Somme). Louis Riou, de Quélennec, tué à l'ennemi dès le 21 août 1914 à Arsimont (Belgique) fut le premier mort gabéricois de la guerre, trois autres (Yves Guillou, Michel Le Bihan et René Philippe) étant tués dès le 4 octobre 1914 lors de la Course à la mer dans le Pas-de-Calais. François Moullec, de Menez Groas, fut tué le 10 novembre 1918, donc la veille de l'armistice, à Flize (Ardennes), mais le dernier mort gabéricois lié à la guerre fut Michel Rannou, de Reunic, mort le 31 décembre 1918 dans le port russe d'Odessa.
Étienne Le Grand, né le 9 février 1885 à Lestonan en Ergué-Gabéric, qui était employé chez le photographe Joseph-Marie Villard (fils de Joseph Villard) avant la guerre, soldat mobilisé d'abord au 318e régiment d'infanterie, troqua rapidement son fusil contre un appareil photo à la demande des autorités militaires, et son fonds photographique contient environ 700 photos illustrant la Première guerre mondiale dont 200 sont reproduites dans le livre "Étienne Le Grand. Un regard breton dans la Grande Guerre".
Des Gabéricois ayant survécu à la guerre furent décorés de la Légion d'honneur : par exemple Pierre Le Naour, Louis Le Guay, Jean Louet (après une grave blessure reçue en 1915), Hervé Herry (gravement blessé à la tête le 10 novembre 1915 et décoré le 15 novembre 1936). 105 enfants d'Ergué-Gabéric, appartenant à 56 familles, furent déclarés pupilles de la nation.
Le monument aux morts, placé dans le nouveau cimetière (ouvert le 9 novembre 1922), fut inauguré le 11 novembre 1923 : il est composé du socle du calvaire de l'ancien cimetière et représente un immense crucifix dû à René Ménard ; la partie haute du socle porte sur une face une plaque en marbre portant l'inscription : "Aux enfants de la commune d'Ergué-Gabéric morts pour la France priez pour eux" (en lettres capitales) ; sur les autres faces, respectivement l'inscription en breton "EVIT BUGALE AN ERGE VRAS MARO AR BREZEL" ("Aux enfants du Grand Ergué morts à la guerre"), une croix de guerre en bronze entourée de deux palmes et un médaillon en bronze représentant un poilu devant une croix, tenant un drapeau dans ses bras, portant l'inscription "Dieu et Patrie", œuvre du sculpteur Charles Breton.

#### La papeterie Bolloré à Odet-Lestonan pendant l'Entre-deux-guerres
La papeterie a été créée par Nicolas Le Marié en 1822 sur les bords de l'Odet, puis développée par plusieurs générations de Bolloré ; la marque « OCB », acronyme de « Odet-Cascadec-Bolloré », est une marque française de papier à rouler (ou papier à cigarette) fondée en 1918, qui dépendait du groupe Bolloré.
La Cité de Keranna, construite dès 1917 par l'architecte nantais René Ménard pour le compte de la famille Bolloré, était destinée à loger les ouvriers et ingénieurs qui travaillaient à la papeterie toute proche au village de Lestonan,.
L'expansion de l'entreprise Bolloré est spectaculaire : en 1930, elle livre 86 millions de cahiers "à rouler" les cigarettes, ce qui représente plus de 50 milliards de cigarettes. Les groupes Reynolds Tobacco Company et British American Tobacco font partie de ses clients.
Henri Le Gars, ancien ouvrier de cette papeterie entre 1939 et 1941, date de l'arrêt momentané de l'usine, puis à nouveau de janvier 1947, date de la réouverture de la papeterie, à 1981, a décrit ses souvenirs sur un site Internet.

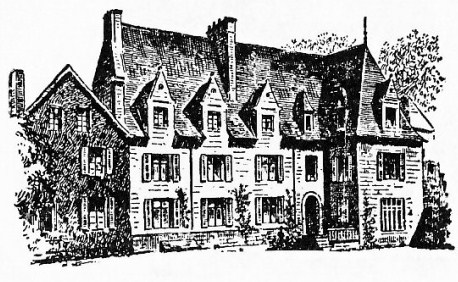
Le manoir d'Odet (dessin de Louis Le Guennec), propriété de la famille Bolloré.
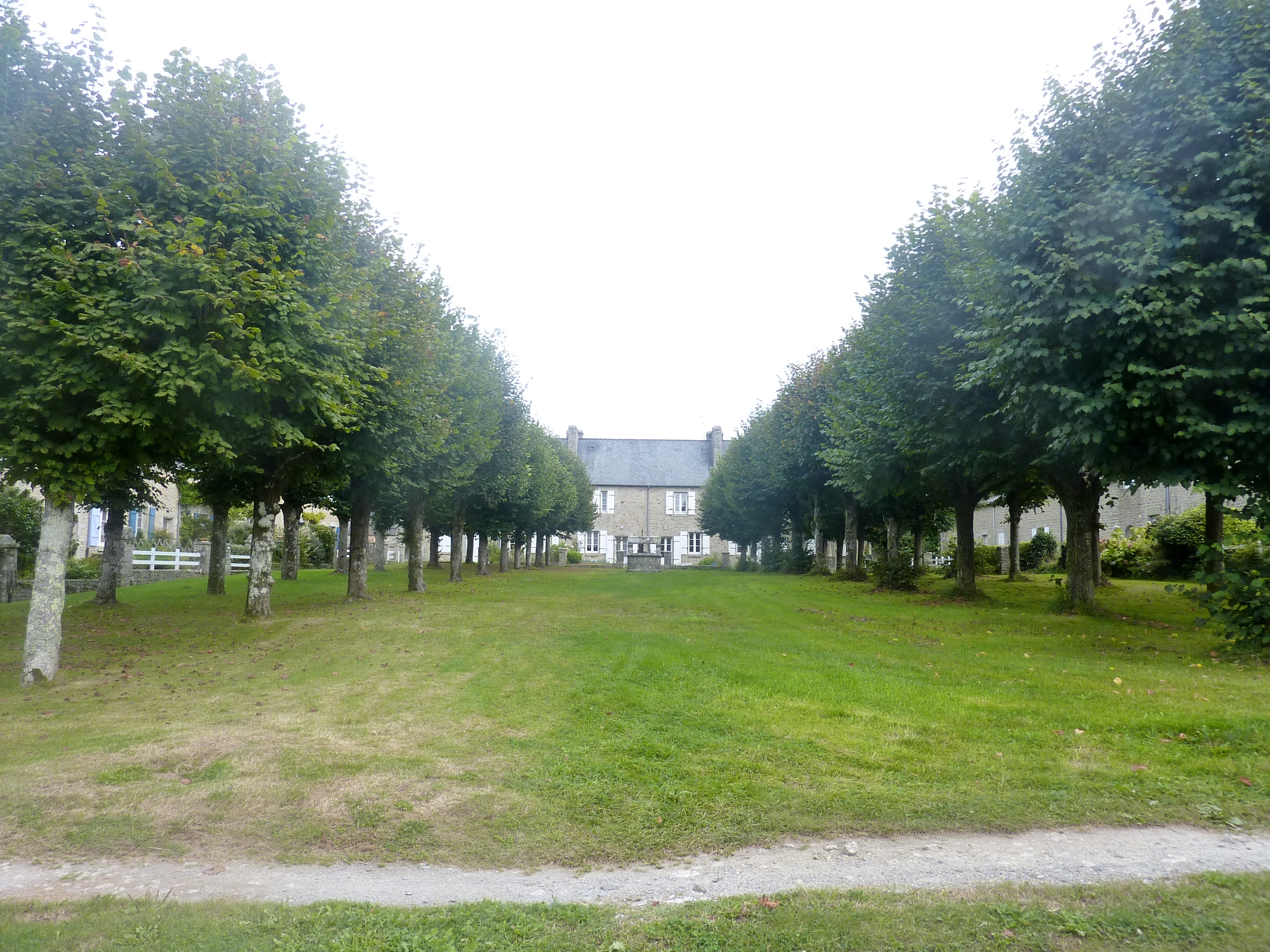
Lestonan : la cité de Keranna construite par la famille Bolloré en 1917 pour loger les ouvriers de la papeterie.
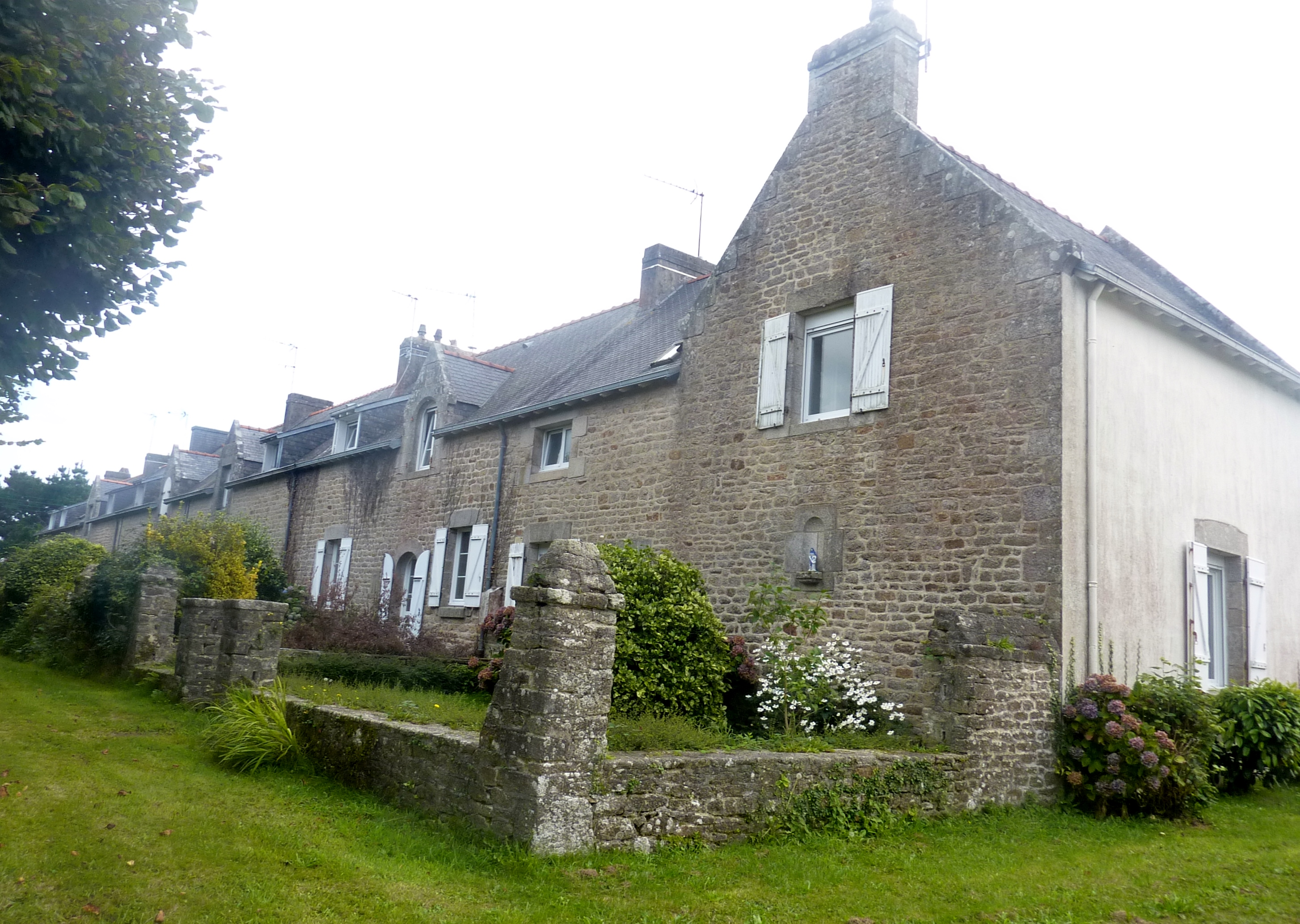
Lestonan : la cité de Keranna construite par la famille Bolloré en 1917 pour loger les ouvriers de la papeterie.

René Bolloré II, alors adjoint au maire d'Ergué-Gabéric, fit ouvrir une école privée pour filles, l'école Sainte-Marie (confiée à la congrégation des Filles du Saint-Esprit), en 1928, et une pour garçons, l'école Saint-Pierre (confiée aux Frères de l'instruction chrétienne), en 1929 à Lestonan ; auparavant il organisait un service de cars pour conduire les enfants de ses ouvriers aux écoles privées du bourg.

#### LesPaotred Dispount
L'abbé Louis Le Gall crée une société sportive, "Les Enfants de Notre-Dame-de-Kerdévot", comprenant notamment une section de gymnastique, en 1913. Le 5 septembre 1919 est déclarée au Journal officiel la société "Sans Peur", qui y ajoute la pratique du tir, nom bretonnisé en "Paotred Dispount" en 1921. Le club a rapidement diversifié ses activités (clique de musique, théâtre, football, etc.). En 1928, René Bolloré met un terrain à disposition du club à Ker-Anna, remplacé en 1993 par un nouveau terrain situé à Lestonan.

#### La Seconde Guerre mondiale
Le monument aux morts d'Ergué-Gabéric porte les noms de 21 personnes mortes pour la France pendant la Seconde Guerre mondiale. Six soldats (Corentin Youinou, Jean Lazou, Jérôme Daoudal, Auguste Tanguy, François Gourmelen, Hervé Laurent) sont décédés pendant la Campagne de France en 1940 ou de ses suites ; deux (Hervé Péron et Eugène Laurent) sont morts hors de France alors qu'ils étaient membres des Forces françaises libres et un autre français libre, Jean Berri, fut tué peu après le débarquement de Normandie le 7 août 1944 à Ducey (Manche) ; un (Michel Le Cam) est décédé en mer ; un (Alain Le Grand) est mort alors qu'il était en captivité en Allemagne. Trois Gabéricois (François Louet, Jacques Le Mouel, Jean-Louis Le Meur) sont des civils victimes des combats lors de la Libération en 1944.
François Balès, né le 25 mars 1921 à Ergué-Gabéric, devint malgré son jeune âge responsable du groupe d'Ergué-Gabéric du mouvement de résistance Libération-Nord ; il participa, en compagnie d'autres résistants gabéricois (Hervé Bénéat, Jean Le Corre, Pierre Le Moigne et Pierre Germaine), ainsi que de résistants quimpérois dont Antoine Le Bris, au vol des dossiers du STO à Quimper le 14 janvier 1944 ; il fut tué le 29 août 1944 près de Plomodiern lors des combats de libération de la presqu'île de Crozon.
Hervé Bénéat, fut le plus jeune des Gabéricois à avoir participé au coup de main contre les archives du STO à Quimper ; arrêté le 17 janvier 1944 et déporté au camp de concentration de Neuengamme, mort en déportation le 24 avril 1945 au camp de concentration de Wöbbelin (Allemagne). Louis Léost est décédé le 23 avril 1943 au camp de concentration d'Orianenbourg.
René Bolloré III rejoignit les rangs de la France libre à Londres dès août 1940. Son frère Gwen-Aël Bolloré en fit autant dès qu'il atteint ses 17 ans en août 1942 : il fit partie, comme son cousin René Thulé, du commando Kieffer.
Yves Benoit, résistant FFI, qui participait aux combats dans la presqu'île de Crozon, fut tué le 3 septembre 1944 à Telgruc-sur-Mer lors d'un bombardement allié effectué par erreur, les aviateurs croyant ce bourg encore occupé par les Allemands.

#### L'après-Seconde-Guerre-mondiale
Deux soldats (Yves Rouat et René Le Roux) originaires d'Ergué-Gabéric sont morts pendant la guerre d'Indochine et un (Louis Le Roux) pendant la guerre d'Algérie.
En juillet 1977 le clocher de l'église paroissiale s'effondre, victime d'un orage. 
En 1979, l'usine d'Odet, alors contrôlée par la Compagnie Financière Edmond de Rothschild, commence la production de film polypropylène (déjà en cours depuis 1969 à l'usine de Cascadec à Scaër) ; en 1981 l'entreprise est au bord de la faillite quand Vincent Bolloré en prend la direction, après avoir racheté l'entreprise, avec son frère Michel-Yves Bolloré, pour une somme symbolique ; l'usine produit aussi du papier pour condensateurs et du papier carbone. Les papeteries Bolloré sont rebaptisées Bolloré Technologies. François Mitterrand vient visiter les usines d'Odet en 1985.
Dans la décennie 1990, une usine ultramoderne à Lestonan fabrique du plastique pour condensateurs et du plastique d'emballage. C'est aussi à Lestonan qu'a été conçue la batterie d'accumulateurs équipant la Bolloré Bluecar par la société Batscap.

### LeXXIesiècle

#### L'ancrage persistant de l'entreprise Bolloré
« Je souhaite (…) que notre Groupe ne perde pas ses racines : il a été créé il y a 178 ans à Ergué-Gabéric ; il doit y garder son siège et veiller à ce que nos activités bretonnes (…) soient toujours à la pointe du progrès technique et social », déclare Vincent Bolloré lors de la cérémonie de vœux à ses employés en janvier 2 000.

#### L'ancienne carrière devenue réserve d'eau de Kerrous
L'ancienne carrière de Kerrous (carrière Delhommeau), qui a fonctionné pendant un demi-siècle (elle a fermé en 2018), les roches extraites servant principalement à l'entretien des routes, a formé pendant la durée de son exploitation une importante excavation qui sert depuis 2020 de réserve d'eau (1,2 million de m3) ; celle-ci est pompée dans l'Odet et pourra en cas de besoin être reversée dans le Steïr grâce à une canalisation longue de 5 km afin d'y maintenir un débit suffisant en période d'étiage.
La carrière de gneiss de Kerrous, exploitée par la société CMGO (Carrières et Matériaux du Grand Ouest), a été exploitée pendant une cinquantaine d'années, fournissant des granulats ; elle a fermé en 2018. Le site a été remis en état par l'entreprise exploitante et désormais c'est un lieu de promenade (un belvédère a été aménagé), un accès vers les sites du Stangala (grâce à une passerelle aménagée sur l'Odet en septembre 2021) et une réserve d'eau pour l'agglomération quimpéroise

## Héraldique
Armoiries officielles : de gueules à la croix potencée d'argent, cantonnée de quatre croisettes de même ; au chef danché d'argent chargé de trois mouchetures d'hermines de sable

## Politique et administration

### Les mairies successives
Jusqu'en 1855 les élus municipaux se réunissaient dans la sacristie de l'église Saint-Guinal, puis ils s'installèrent dans l'école communale, rue de Kerdévot. Une mairie est inaugurée le 24 juin 1956 ; elle est remplacée en mars 2021 par une mairie nouvelle et la précédente est détruite en mars 2023 dans le cadre du réaménagement du bourg.

## Population et société

### Démographie

#### Évolution démographique
L'évolution du nombre d'habitants est connue à travers les recensements de la population effectués dans la commune depuis 1793. Pour les communes de moins de 10 000 habitants, une enquête de recensement portant sur toute la population est réalisée tous les cinq ans, les populations de référence des années intermédiaires étant quant à elles estimées par interpolation ou extrapolation. Pour la commune, le premier recensement exhaustif entrant dans le cadre du nouveau dispositif a été réalisé en 2008.
En 2022, la commune comptait 8 576 habitants, en évolution de +5,82 % par rapport à 2016 (Finistère : +2,16 %, France hors Mayotte : +2,11 %).
Elle a atteint les 2 000 habitants en 1830 pour augmenter progressivement jusqu'à 2 828 habitants avant la Grande Guerre. La Première Guerre mondiale (123 morts) mais surtout l'émigration et l'exode rural ont fait diminuer la population jusqu'en 1968. Ergué-Gabéric a alors profité du mouvement de rurbanisation notamment dans le quartier du Rouillen : en quarante ans la population a été multipliée par trois.
| 1793  | 1800  | 1806  | 1821  | 1831  | 1836  | 1841  | 1846  | 1851  |
| ----- | ----- | ----- | ----- | ----- | ----- | ----- | ----- | ----- |
| 1 612 | 1 781 | 1 813 | 1 873 | 2 012 | 2 025 | 2 042 | 2 097 | 2 158 |

| 1856  | 1861  | 1866  | 1872  | 1876  | 1881  | 1886  | 1891  | 1896  |
| ----- | ----- | ----- | ----- | ----- | ----- | ----- | ----- | ----- |
| 2 263 | 2 255 | 2 286 | 2 190 | 2 358 | 2 319 | 2 580 | 2 637 | 2 529 |

| 1901  | 1906  | 1911  | 1921  | 1926  | 1931  | 1936  | 1946  | 1954  |
| ----- | ----- | ----- | ----- | ----- | ----- | ----- | ----- | ----- |
| 2 642 | 2 737 | 2 828 | 2 690 | 2 792 | 2 684 | 2 602 | 2 583 | 2 610 |

| 1962  | 1968  | 1975  | 1982  | 1990  | 1999  | 2006  | 2008  | 2013  |
| ----- | ----- | ----- | ----- | ----- | ----- | ----- | ----- | ----- |
| 2 584 | 2 821 | 3 950 | 5 679 | 6 517 | 6 925 | 7 500 | 7 655 | 8 136 |

| 2018  | 2022  | - | - | - | - | - | - | - |
| ----- | ----- | - | - | - | - | - | - | - |
| 8 313 | 8 576 | - | - | - | - | - | - | - |

#### Pyramide des âges
La population de la commune est relativement jeune.
En 2018, le taux de personnes d'un âge inférieur à 30 ans s'élève à 32,4 %, soit en dessous de la moyenne départementale (32,5 %). À l'inverse, le taux de personnes d'âge supérieur à 60 ans est de 26,7 % la même année, alors qu'il est de 29,8 % au niveau départemental.
En 2018, la commune comptait 4 035 hommes pour 4 278 femmes, soit un taux de 51,46 % de femmes, légèrement supérieur au taux départemental (51,41 %).
Les pyramides des âges de la commune et du département s'établissent comme suit.
| Hommes | Classe d’âge | Femmes |
| ------ | ------------ | ------ |
| 0,5    | 90 ou +      | 1,0    |
| 6,0    | 75-89 ans    | 7,7    |
| 18,7   | 60-74 ans    | 19,5   |
| 21,9   | 45-59 ans    | 22,4   |
| 19,0   | 30-44 ans    | 18,4   |
| 13,7   | 15-29 ans    | 12,3   |
| 20,2   | 0-14 ans     | 18,6   |

| Hommes | Classe d’âge | Femmes |
| ------ | ------------ | ------ |
| 0,7    | 90 ou +      | 2,2    |
| 7,8    | 75-89 ans    | 11,5   |
| 19,2   | 60-74 ans    | 20,1   |
| 20,8   | 45-59 ans    | 19,7   |
| 17,7   | 30-44 ans    | 16,6   |
| 17,1   | 15-29 ans    | 14,7   |
| 16,8   | 0-14 ans     | 15,2   |

## Patrimoine culturel et vie associative

### Langue bretonne
L'adhésion à la charte Ya d'ar brezhoneg a été votée par le Conseil municipal le 4 juin 2012.
Le label Ya d'ar brezhoneg de niveau 2 a été remis à la commune le 18 mars 2016.
À la rentrée 2017, 119 élèves étaient scolarisés dans la filière bilingue, créée en 2001, de l'école publique de Lestonan (soit 13,1 % des enfants de la commune inscrits dans le primaire). Une filière bilingue a aussi été ouverte en 2013 à l'école Saint-Joseph-Sainte-Marie ; elle accueille une quarantaine d'élèves en 2019.
L'association Brezhonegerien Leston'n œuvre depuis 1984 pour faire vivre la culture bretonne au travers d'activités hebdomadaires de danse, de chant et de cours de langue bretonne.

### Promotion du patrimoine local
L'association Arkae (Association pour la promotion du patrimoine d'Ergué-Gabéric) a constitué depuis 1990 une documentation sur la commune et publié plusieurs dossiers et ouvrages.
Le site Internet GrandTerrier.net - surnom communal et allitération du Grand-Ergué par les cartographes Cassini - propose des thèmes de recherches détaillées sur le patrimoine, l'histoire et la mémoire locale.

## Monuments et lieux touristiques
- La chapelle Notre-Dame de Kerdévot (XVe siècle) possède un vitrail de 1489, un retable flamand (fin XVe-début XVIIe siècle), un calvaire du XVIe siècle, une statue de Notre-Dame-de-Kerdévot assise du XVIe siècle qui est une Vierge à l'Enfant et une maîtresse vitre qui date de 1489.

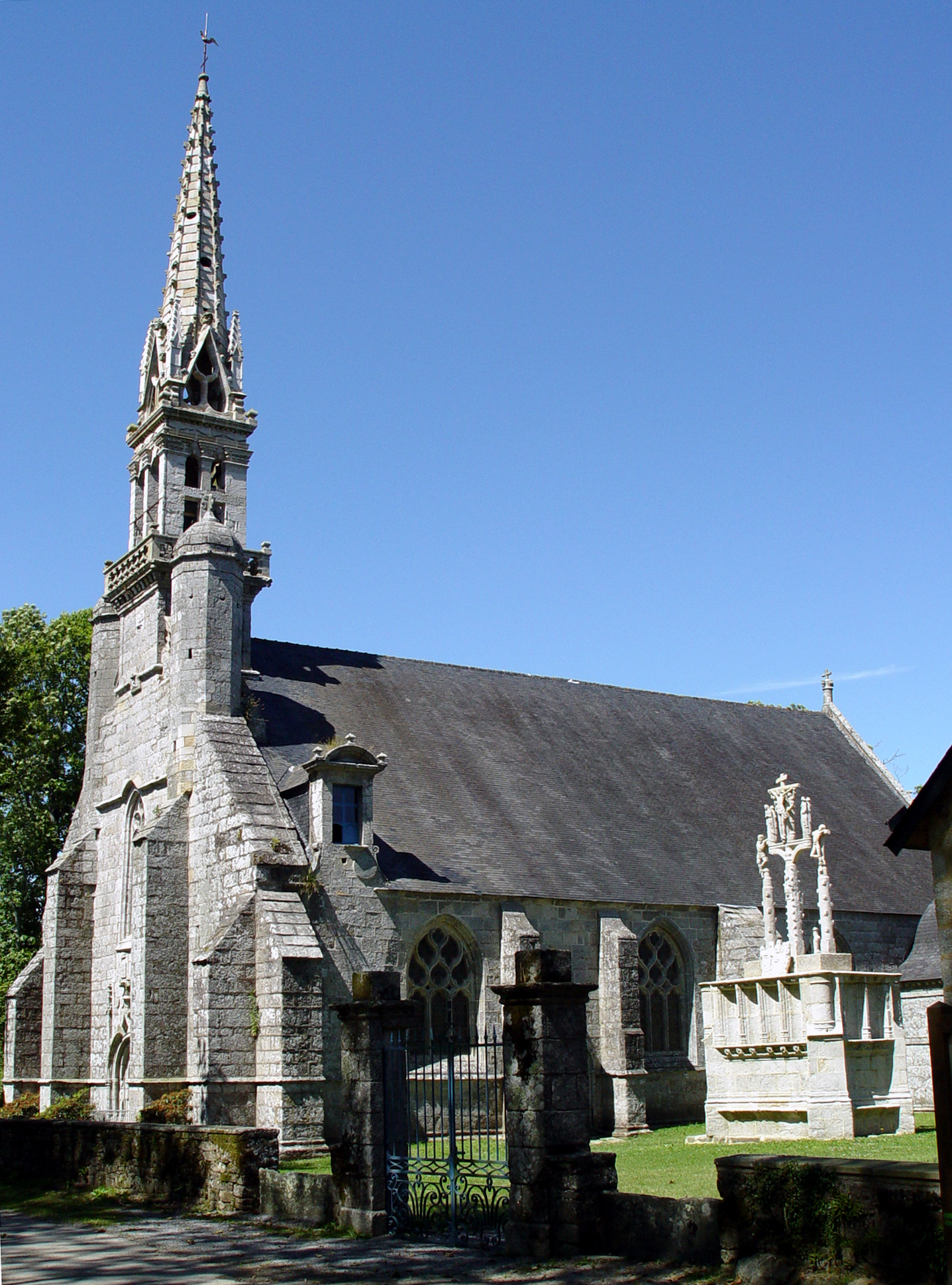
Vue d'ensemble du placître de la chapelle de Kerdévot.
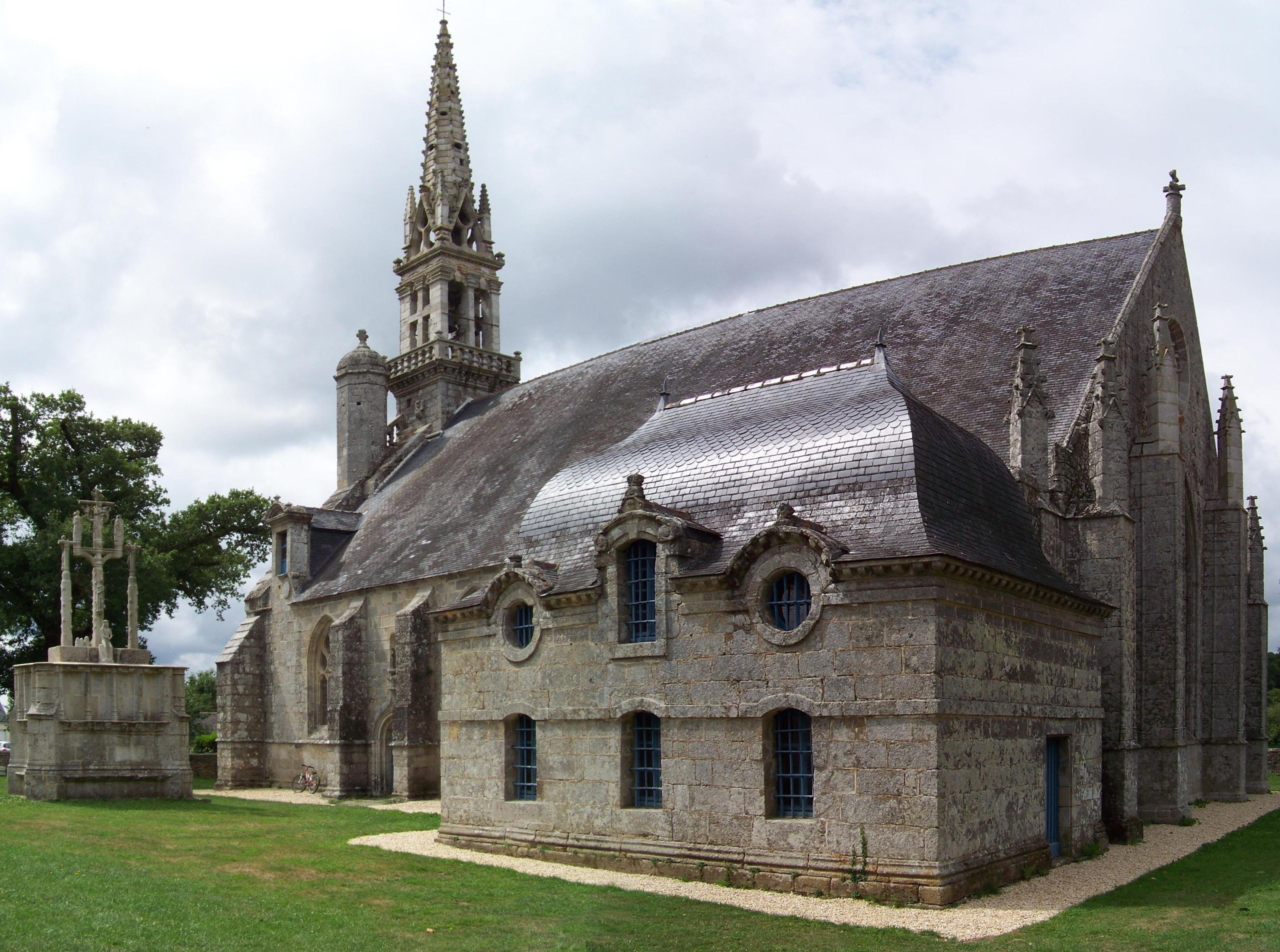
La chapelle Notre-Dame de Kerdévot : façade sud.
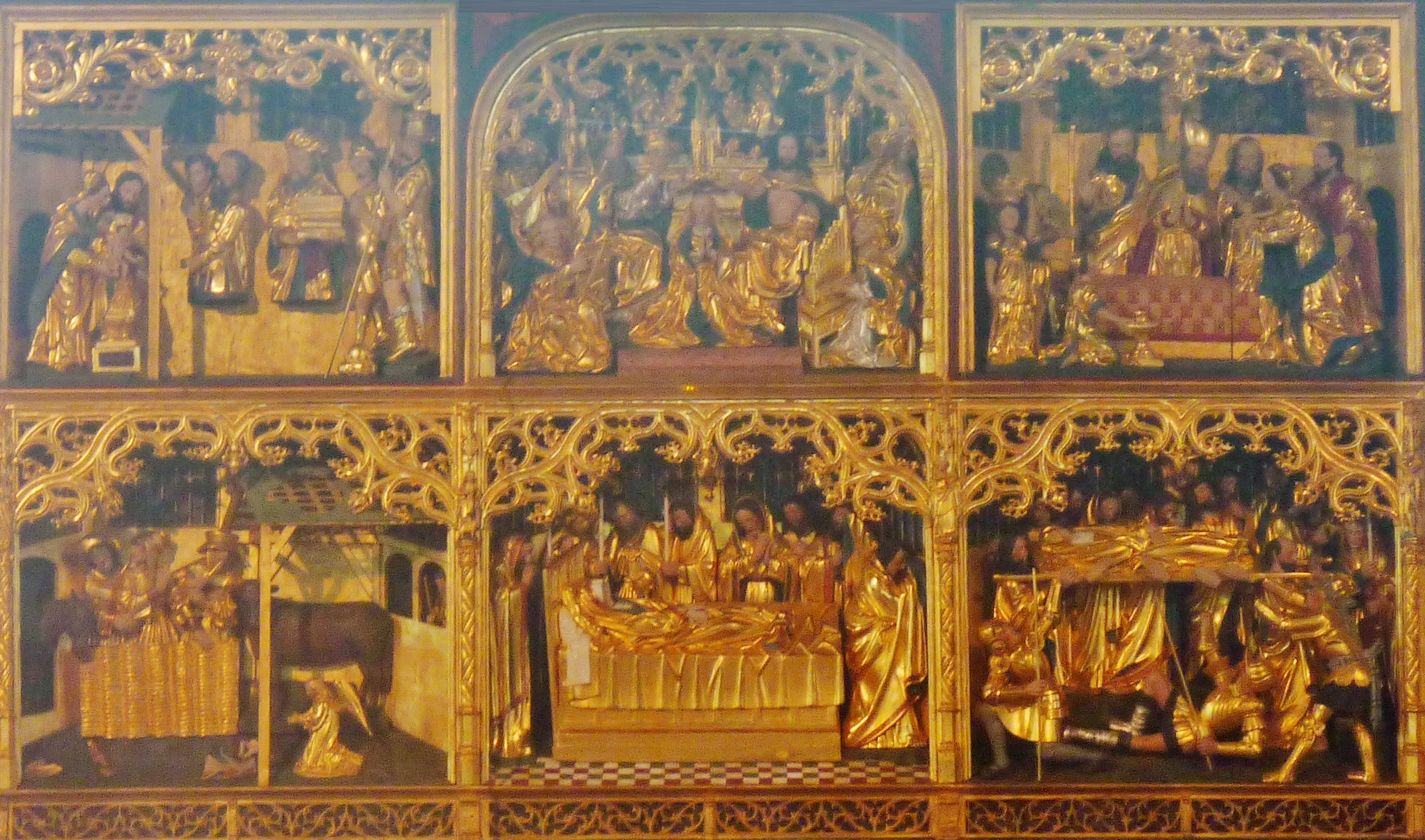
Le retable flamand de la chapelle Notre-Dame-de-Kerdévot : vue d'ensemble.
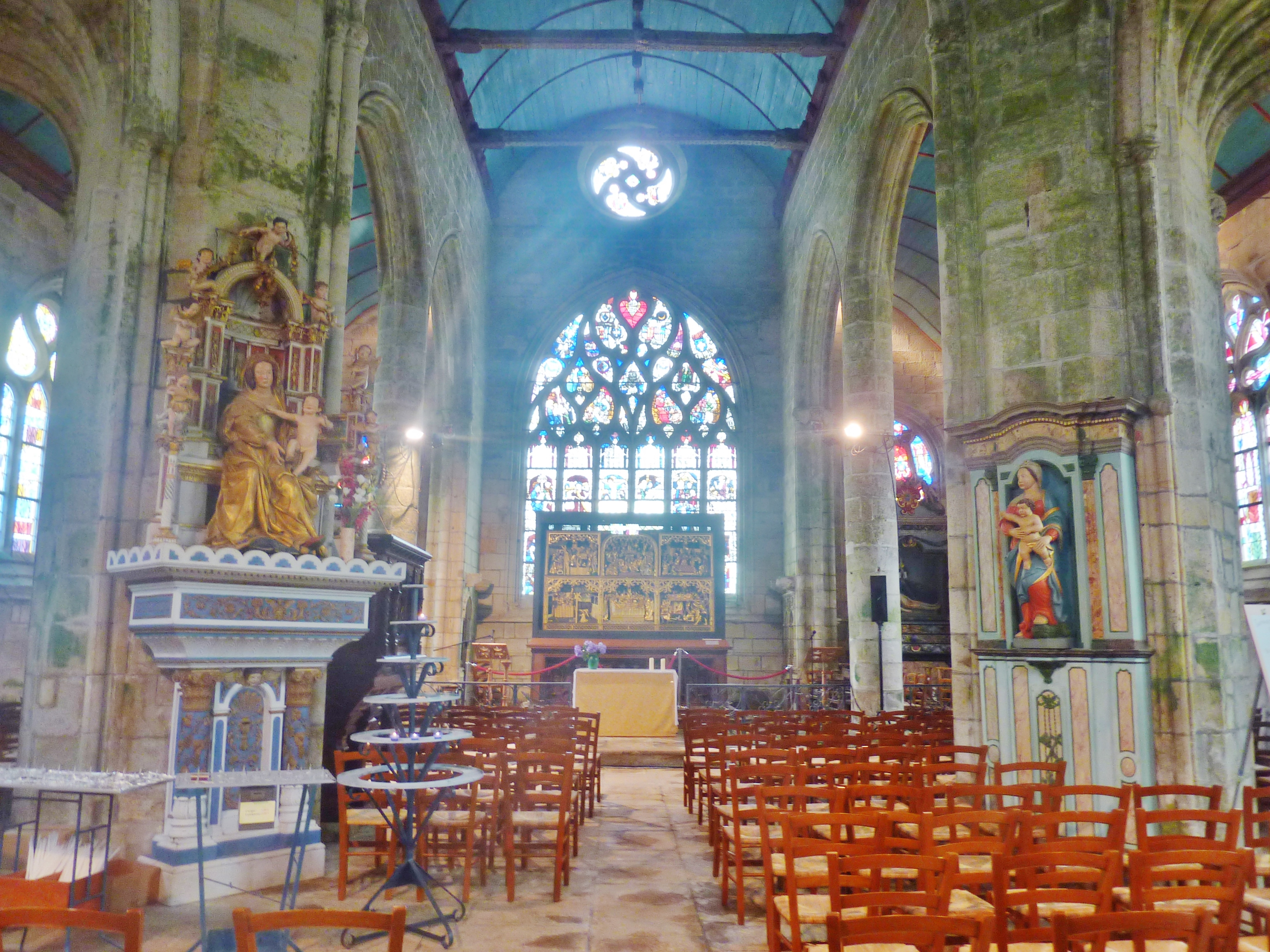
L'intérieur de la chapelle Notre-Dame de Kerdévot : vue d'ensemble.
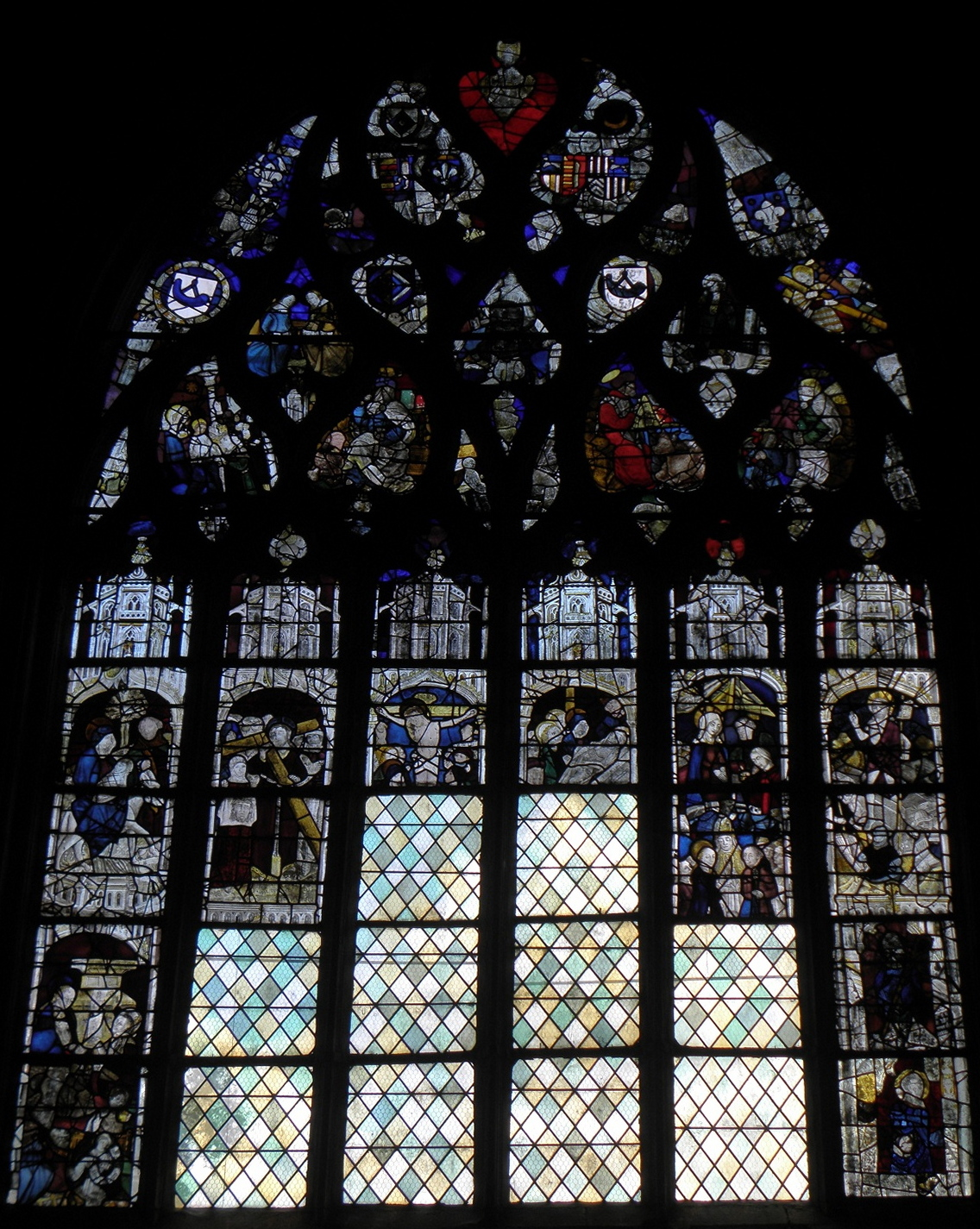
La maîtresse vitre de la chapelle Notre-Dame-de-Kerdévot : vue d'ensemble.
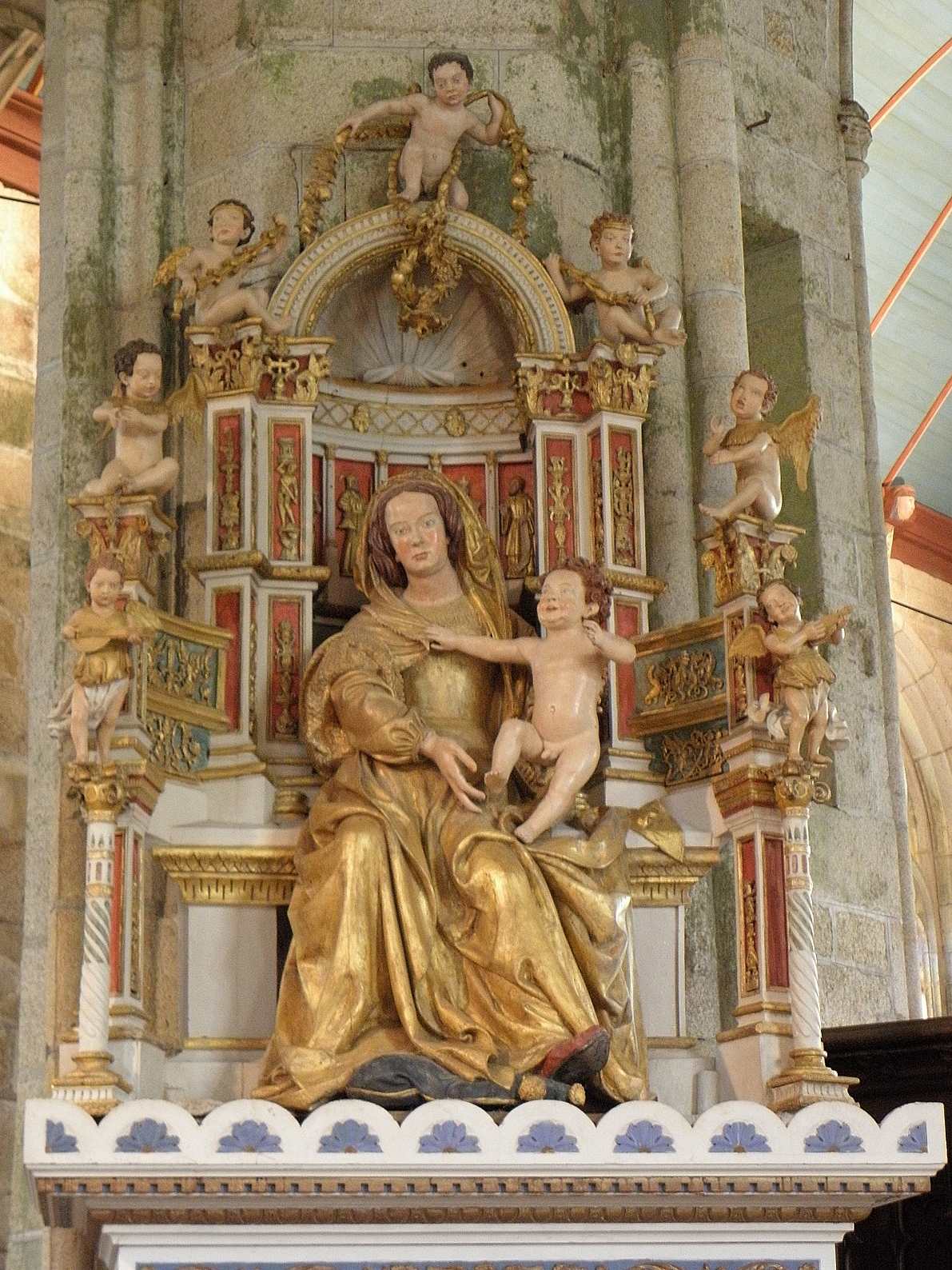
La statue de Notre-Dame de Kerdévot (Vierge à l'Enfant).
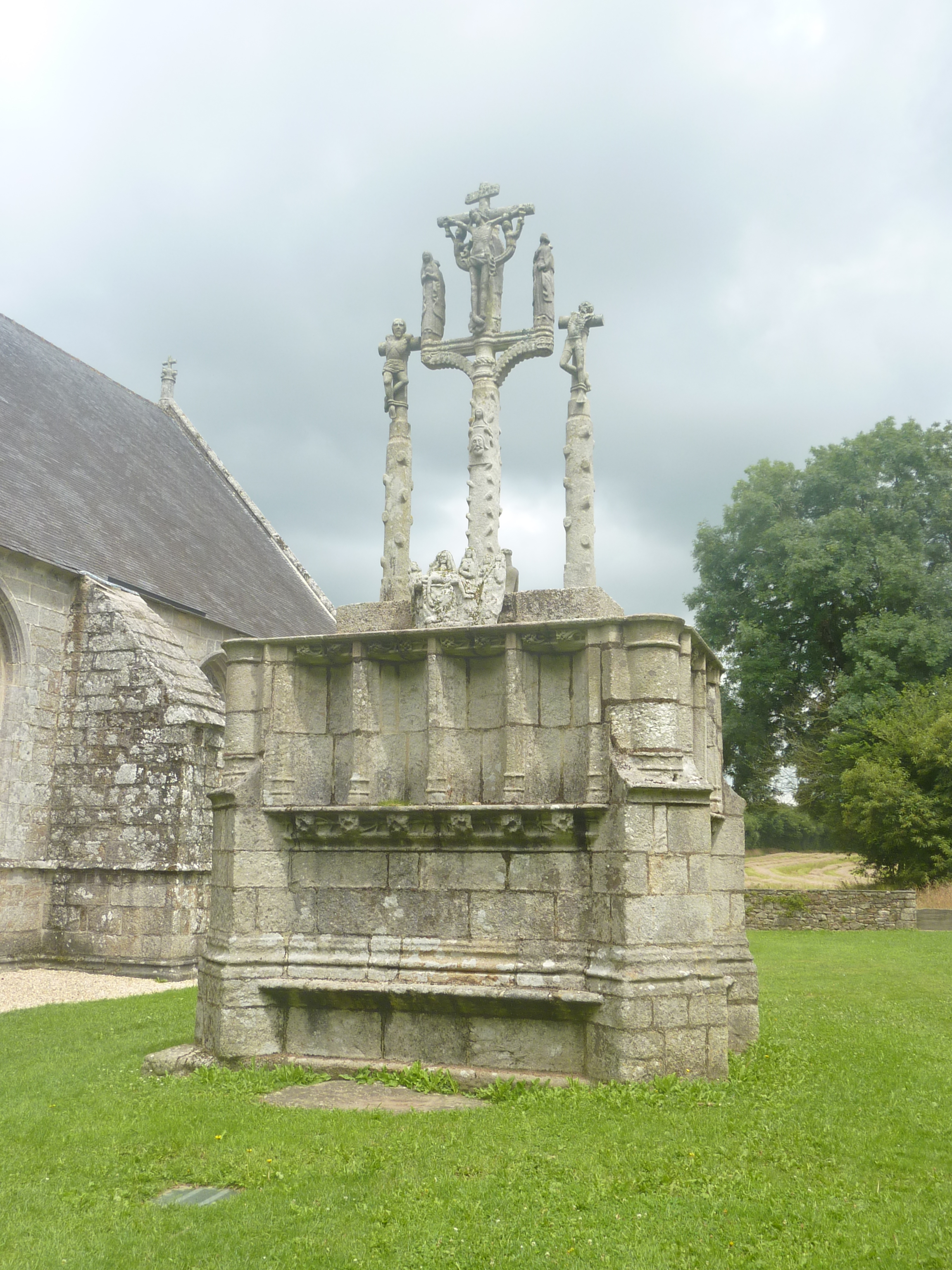
Le calvaire du placître de la chapelle Notre-Dame de Kerdévot.
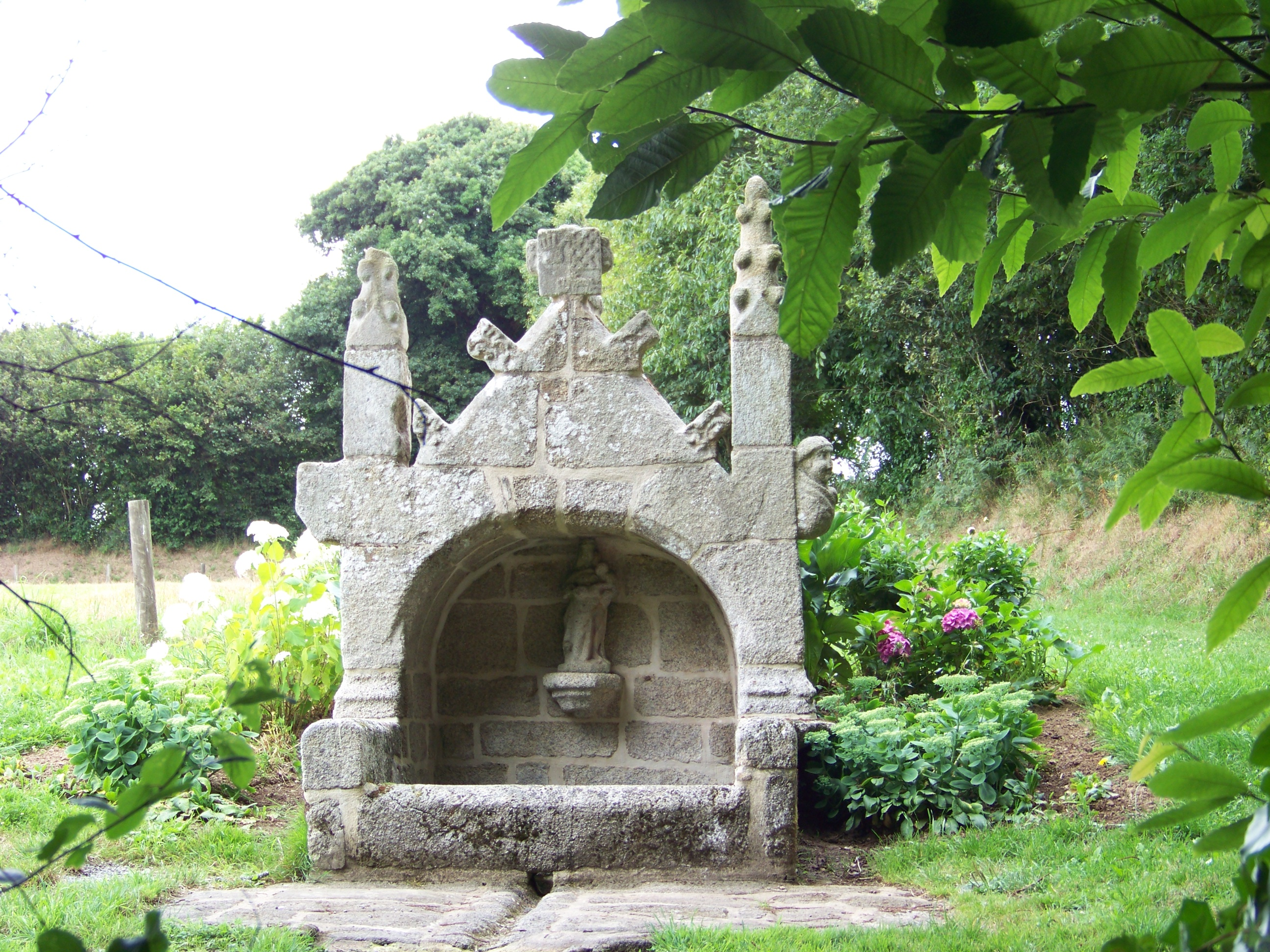
La fontaine près de la chapelle Notre-Dame de Kerdévot.

- L'église Saint-Guinal (dédiée à saint Gwenaël, dit aussi Saint-Guénal ou Saint-Guinial ou Guinal) date du XVIe siècle ; elle a été construite sur les ruines d'un ancien sanctuaire datant du XIIIe siècle et comprend une nef avec des bas-côtés formés de cinq travées d'inégales longueurs et des chapelles dans ses ailes. Le maître-autel possède deux niches contenant des statues de saint Gwenaël et de la Trinité. L'église possède dans des chapelles adjacentes deux retables du XVIIe siècle, un groupe statuaire représentant un Christ en croix entre la Vierge et saint Jean et de nombreuses autres statues représentant sainte Marguerite, saint Michel, sainte Apolline, etc. La maîtresse-vitre du chœur, qui représente la Passion, divisée en douze panneaux retraçant les scènes de la vie et de la mort de Jésus-Christ, date de 1516 et a été restaurée en 1728 ; des armoiries, dont celles de Jean Autret et Marie de Coatanezre, de Jean de Coatanezre et Catherine de Lescus, couronnent le vitrail. Un autre vitrail, situé sur une petite fenêtre, représente saint François d'Assise présentant le donateur François Liziart, seigneur de Kergonan ou Kercouan, agenouillé et couvert d'une armure, ainsi que sa femme présentée par sainte Marguerite. L'église possède un orgue construit vers 1680 par le facteur Thomas Dallam et orné de peintures figurant des anges musiciens ; il a été restauré en 1845 par François Bardouil d'Arzano. L'église est entourée d'un enclos paroissial contenant un ossuaire du XVIIe siècle.

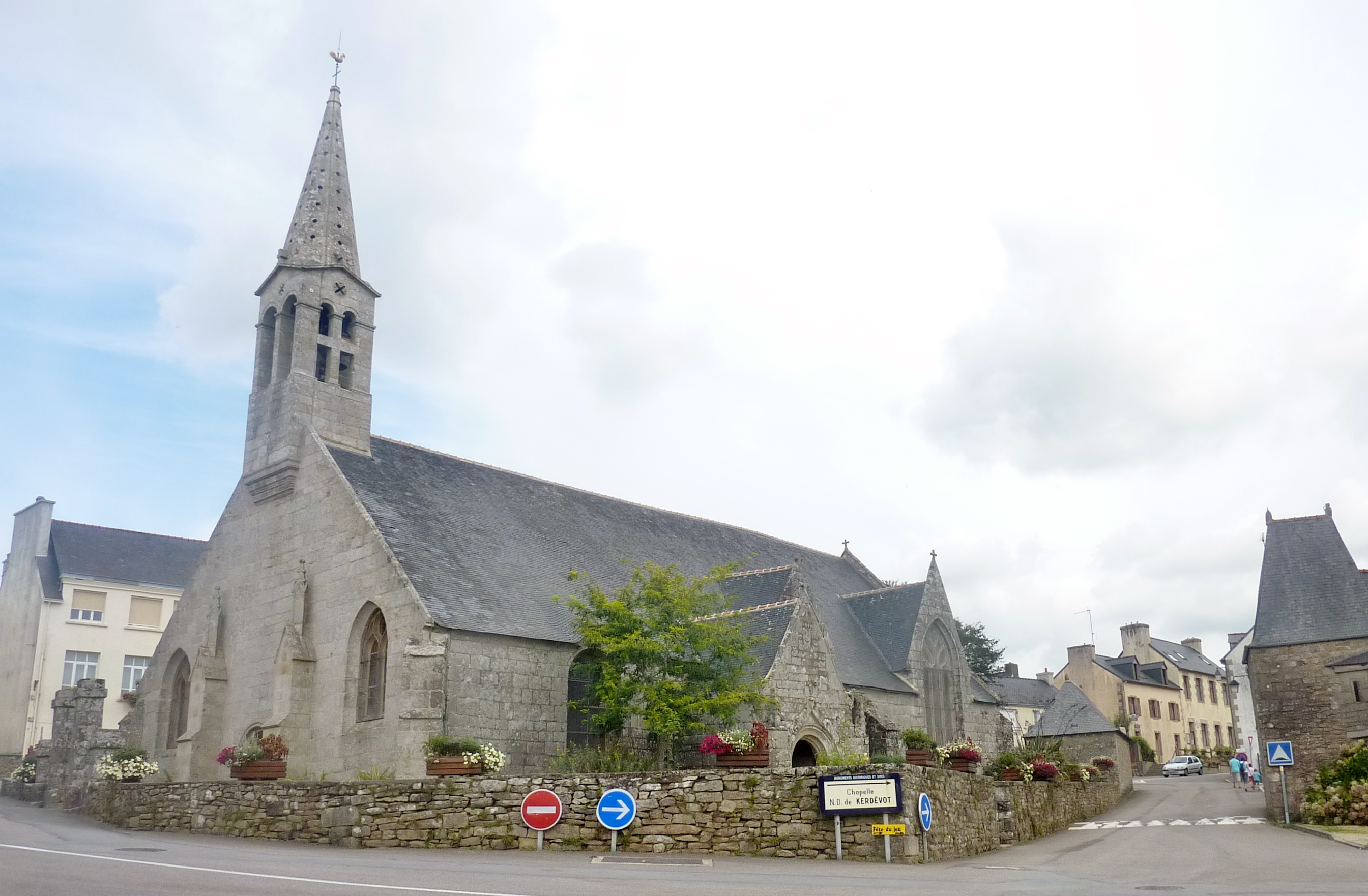
L'église paroissiale Saint-Guinal (XVIe siècle) 1.
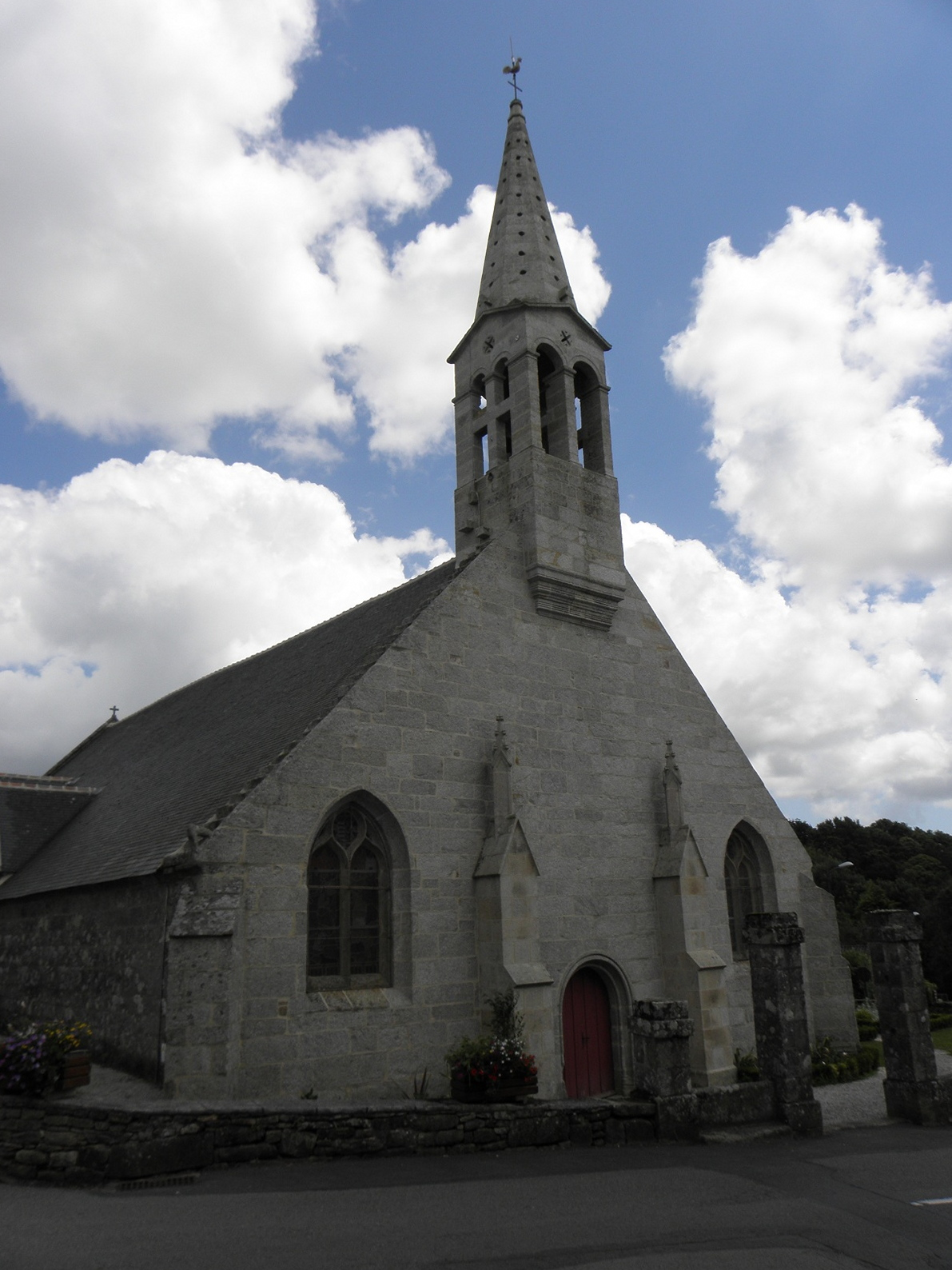
L'église paroissiale Saint-Guinal (XVIe siècle) 2.
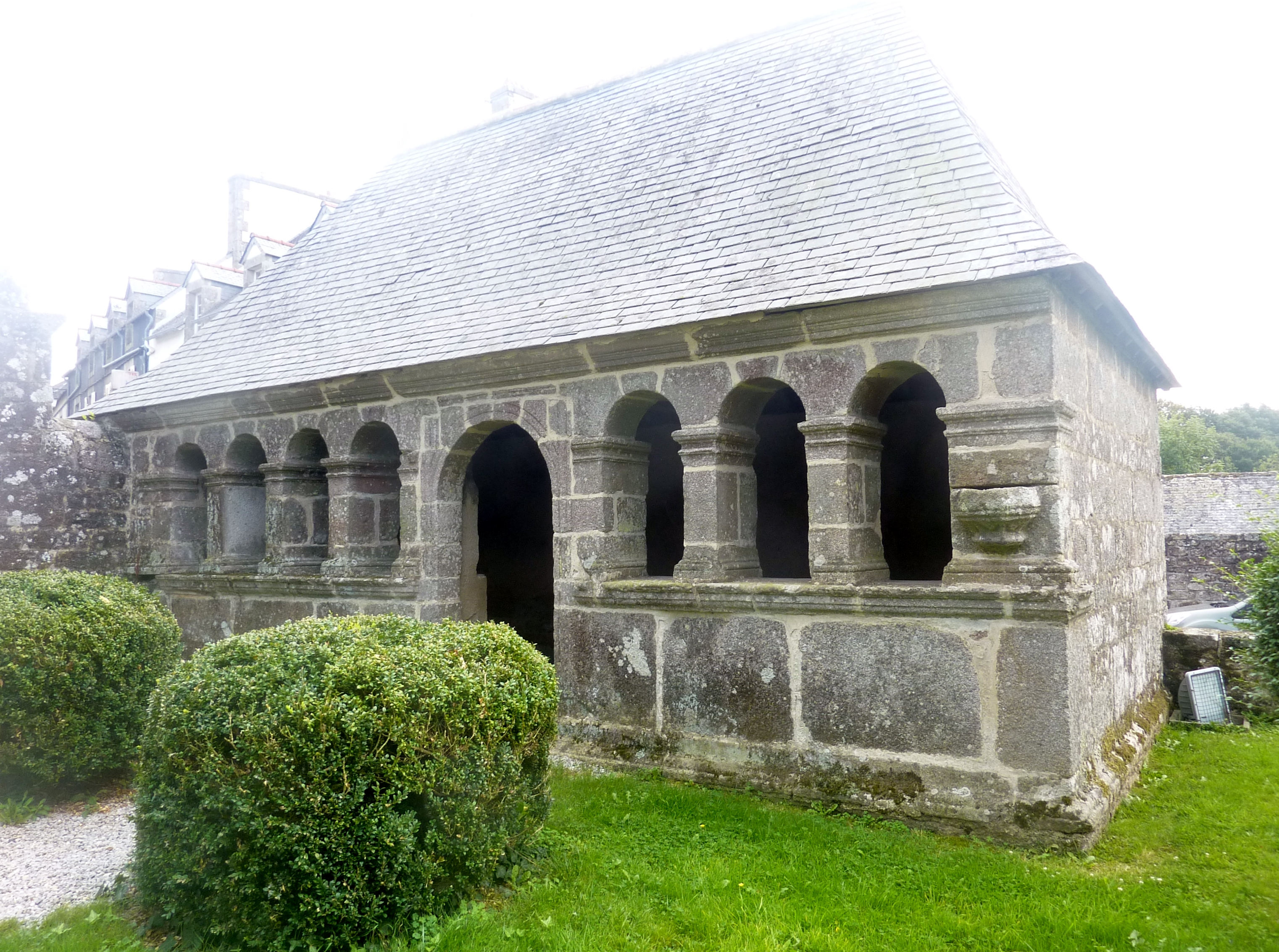
L'ossuaire situé sur le placître de l'église Saint-Guinal.

- Les autres chapelles :
  - La chapelle Saint-André : de plan rectangulaire, sa construction a commencé le 27 juillet 1603, comme l'indique une inscription située sur la porte sud-est, la chapelle est terminée en 1630. À l'intérieur, le retable de l'autel est en pierre blanche sculptée et peinte ainsi que les statues de saint André et saint Paul. La maîtresse vitre montre un évêque en mitre et chape datée de 1614. La chapelle possède aussi un oculus de pierre formée d'une spirale à quatre feuilles. Parmi les statues, on trouve un crucifix entre la Vierge et saint Jean, saint André (en pierre), saint Paul (en pierre), saint Marc, saint Luc, saint Mathieu, et sainte Barbe.

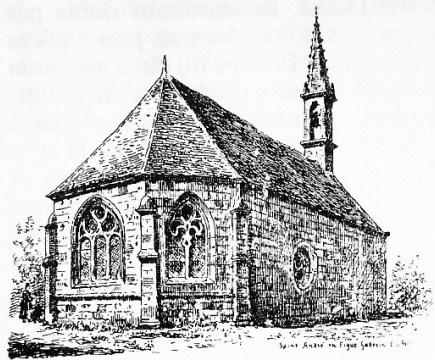
La Chapelle Saint-André (dessin de Louis Le Guennec).
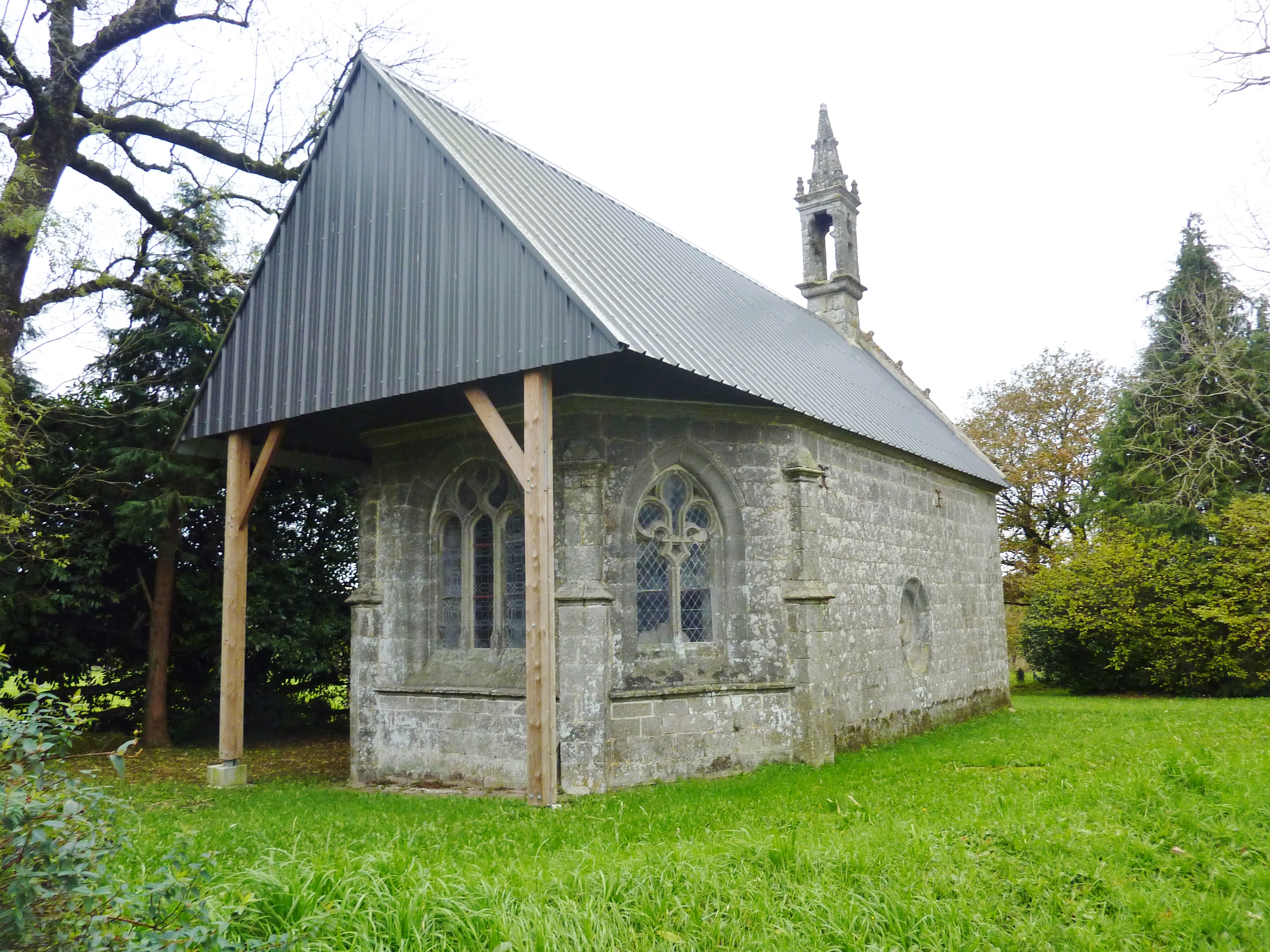
La chapelle Saint-André, recouverte d'un toit provisoire.

Cette chapelle était celle d'une trève qui englobait les deux anciennes trèves de Kergonan et Quillihouarn ; située dans le quart nord-est de la commune d'Ergué-Gabéric, elle comprenait le menhir et la ferme de Kergonan, un tumulus signalé au début du XXe siècle par Paul du Châtellier sous lequel se trouve un caveau fouillé en 1961 contenant un vase en terre cuite et daté de l'âge du bronze moyen, la fontaine Saint-Jacques.
- - La chapelle Saint-Guénolé : elle date du XVIe siècle. Elle fut édifiée par les seigneurs de Kerfors au village du Quélennec, qui dépendait de l'abbaye de Landévennec. De plan rectangulaire et toute en pierres de taille, elle possède des contreforts et sa façade sud possède trois fenêtres de style flamboyant surmontées de pignons aigus, une nef avec un bas-côté nord formé de cinq travées séparées par un arc d'un chœur lui-même composé de deux travées avec bas côtés et chevet droit. Le lambris du plafond date de 1679, les sablières sculptées sont de style Renaissance. La chapelle a été restaurée en 1975, sauf le clocher (qui avait été abattu par la foudre en 1911), qui a été restauré en 2000 et est situé sur le pignon ouest, qui possède aussi à sa base une porte en anse de panier. Le maître-autel contient quatre statues en bois polychrome datant du XVIe siècle représentant saint Guénolé, saint Corentin, saint Herbot, et saint Maudez. Dans les bas-côtés se trouvent des statues de saint Guénolé et saint Michel. Le calvaire du placître a été en partie détruit en 1793 ; il n'en subsiste que deux statues géminées en mauvais état. Son pardon se déroule le premier dimanche de juillet.

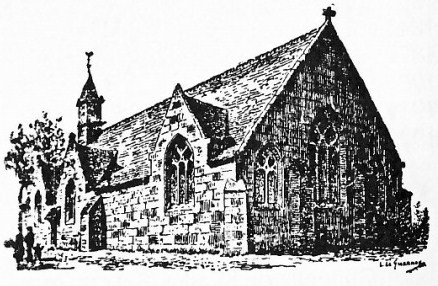
La chapelle Saint-Guénolé (dessin de Louis Le Guennec).
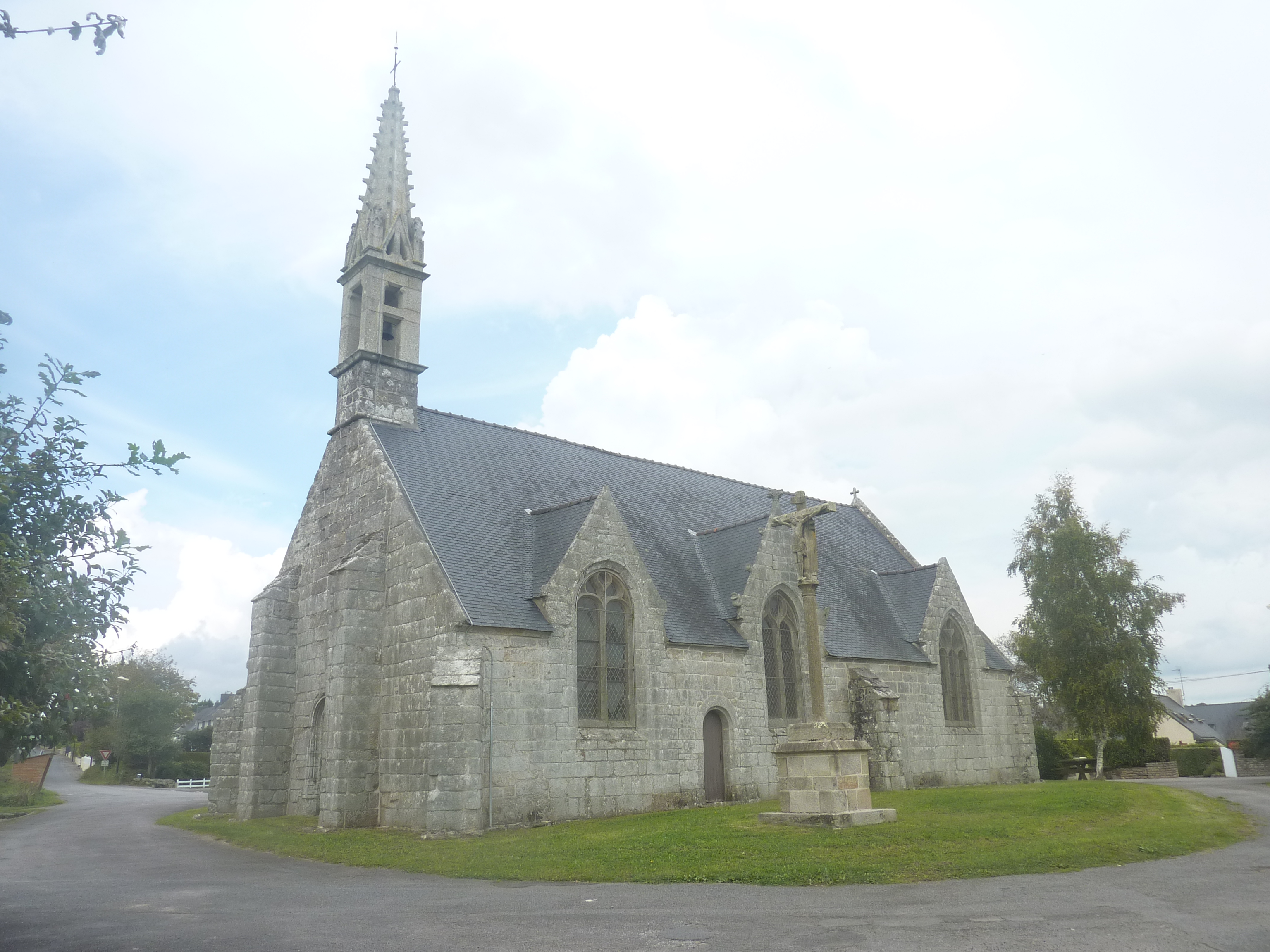
La chapelle Saint-Guénolé (1554) et son calvaire.

- - La chapelle Saint-René : c'est un édifice rectangulaire datant de 1922, situé à la Papeterie de l'Odet, et également appelé pour cette raison « chapelle d'Odet » ; elle est dédiée à Notre-Dame. Son clocheton, plat, possède trois chambres de cloches. Les vitraux représentent saint René, saint Michel,saint Joseph, saint Gwenaël, Notre-Dame, sainte Anne, saint Jacques[Lequel ?], sainte Madeleine et sainte Jeanne d'Arc. Trois statues du XVIe siècle représentant saint Pierre, saint Jean, saint Guillaume se trouvent dans sa nef.
  - Trois anciennes chapelles ont disparu : la chapelle Sainte-Apolline (déjà en ruine en 1804), la chapelle Saint-Joachim (construite en 1650 par Guy Autret, seigneur de Lezergué, près de son manoir) et la chapelle Saint-Gildas (située à Loqueltas, elle était déjà en ruine à la fin du XVIIIe siècle).
- Les gorges creusées par l'Odet : c'est un lieu de randonnées pédestres parcouru par le GR 38 ; sa partie amont entre Stang Luzigou et Coat Piriou longe l'ancien canal de dérivation desservant la papeterie Bolloré, qui ne sert plus depuis 1982 et est désormais à sec, et permet de voir le calvaire de Stang Luzigou dont l'origine reste énigmatique[76] ainsi qu'une végétation remarquable ; sa partie aval forme les Gorges du Stangala (Stangala vient de Stang Alar, vallée de saint Alar), vallée très encaissée et site touristique très fréquenté par les Quimpérois. L'éperon barré de Griffonès, situé sur la rive convexe d'un méandre très accentué et très encaissé de l'Odet est un site naturel classé[77].

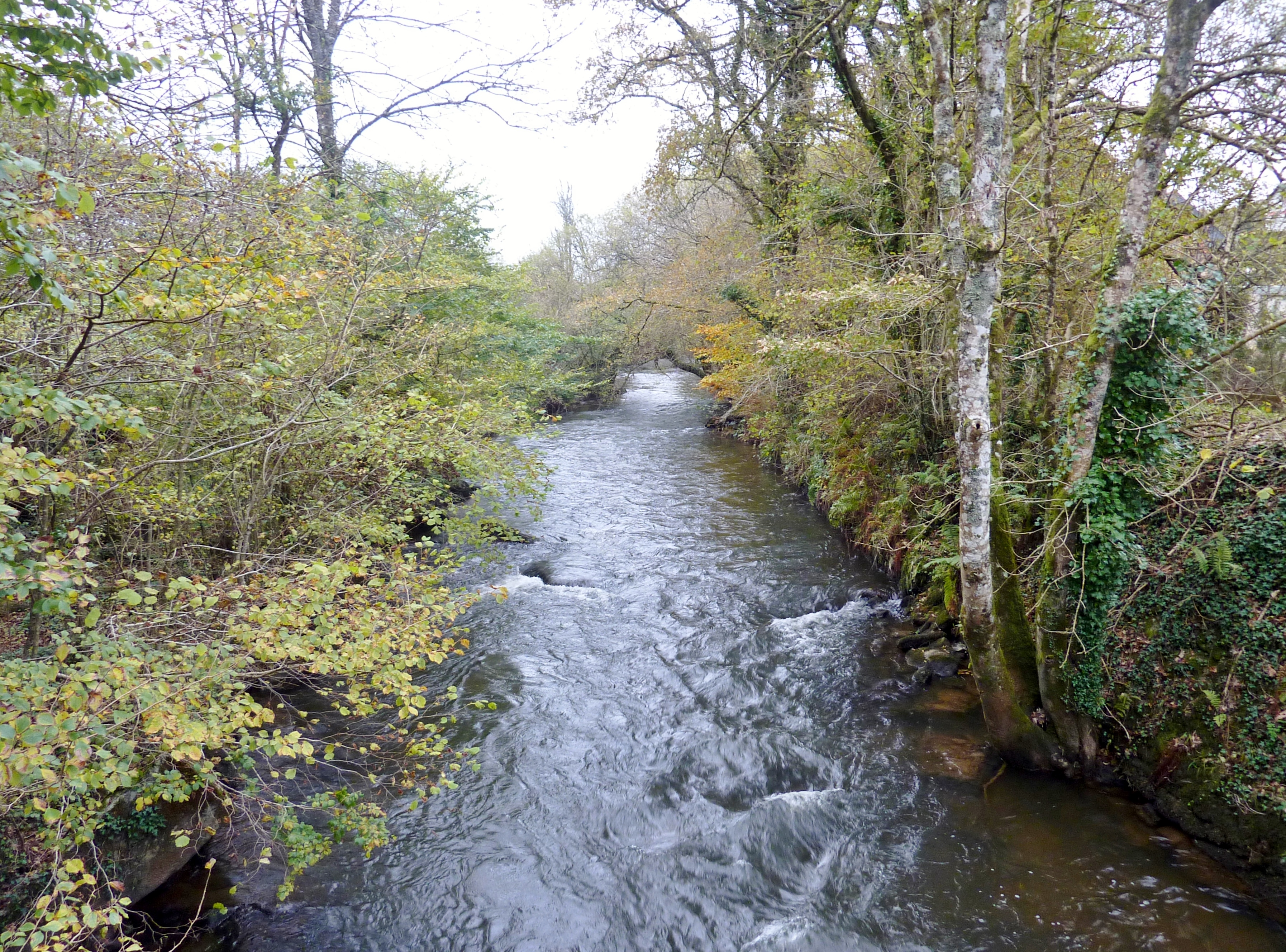
L'Odet entre Stang Luzigou et Coat Piriou.
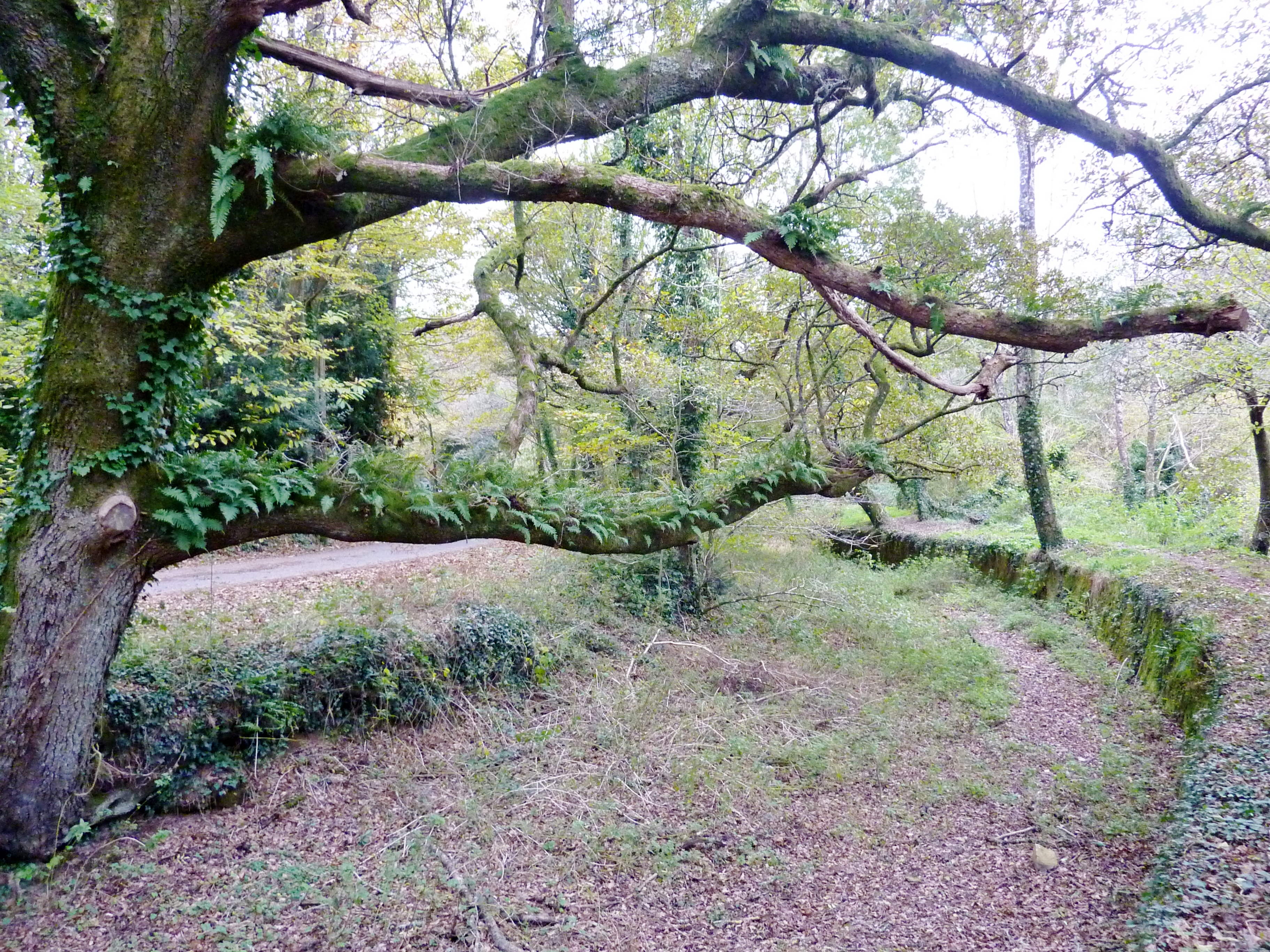
Arbre remarquable couvert de végétation épiphyte dans la vallée de l'Odet entre Stang Luzigou et Coat Piriou.
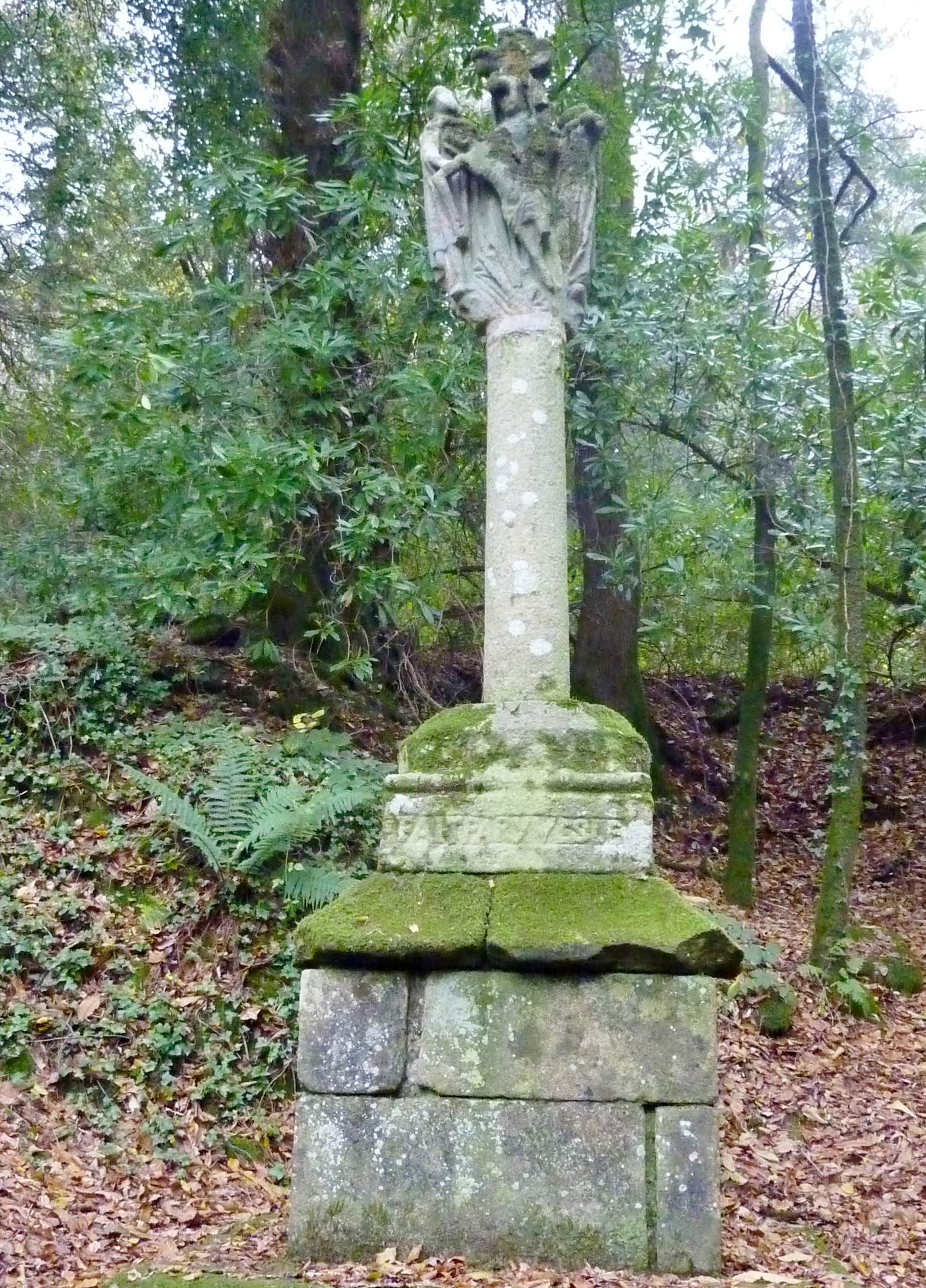
Le calvaire de Stang Luzigou.
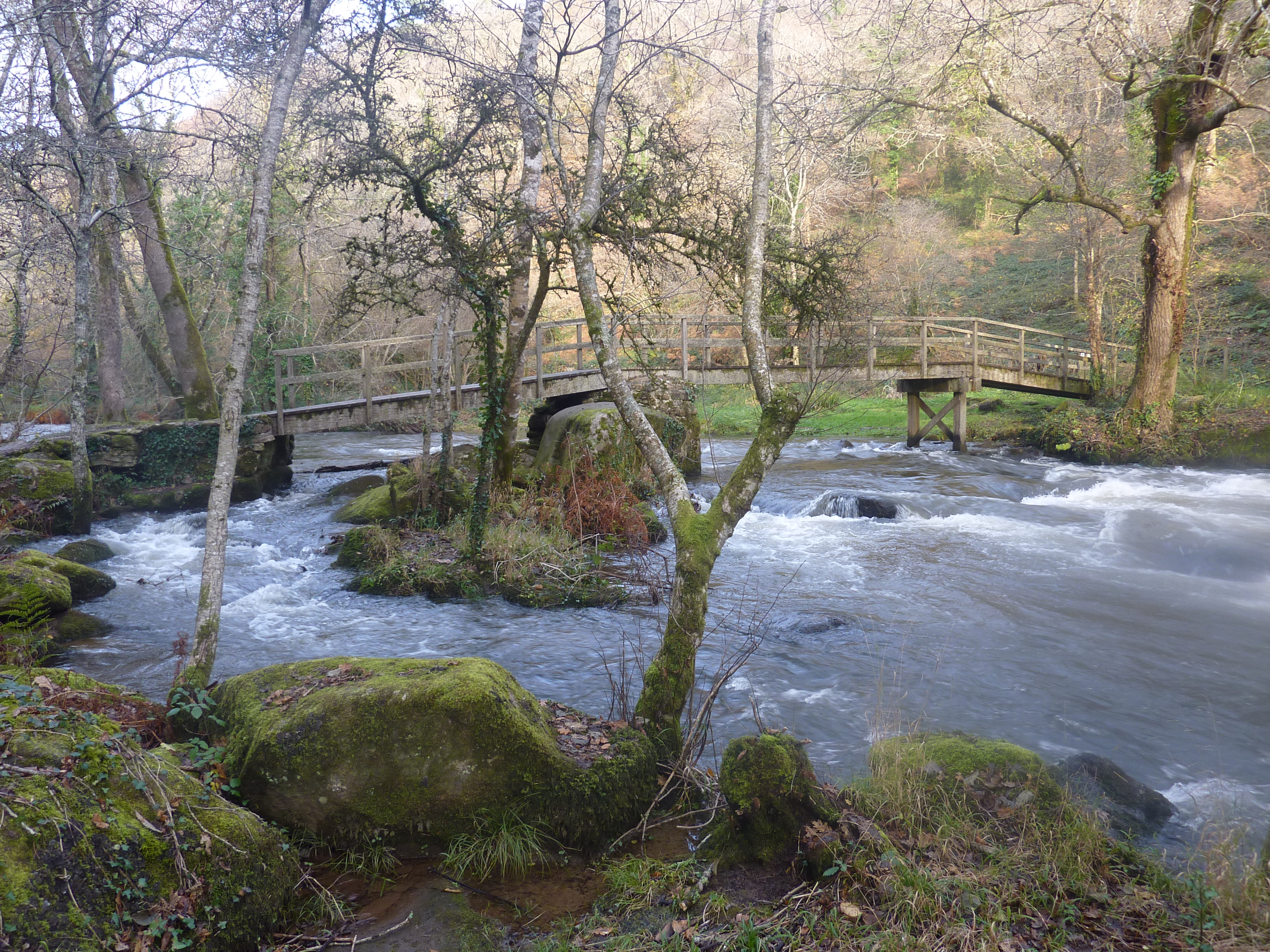
Quimper et Ergué-Gabéric : les gorges du Stangala sur l'Odet, la passerelle de Meilh Poul.
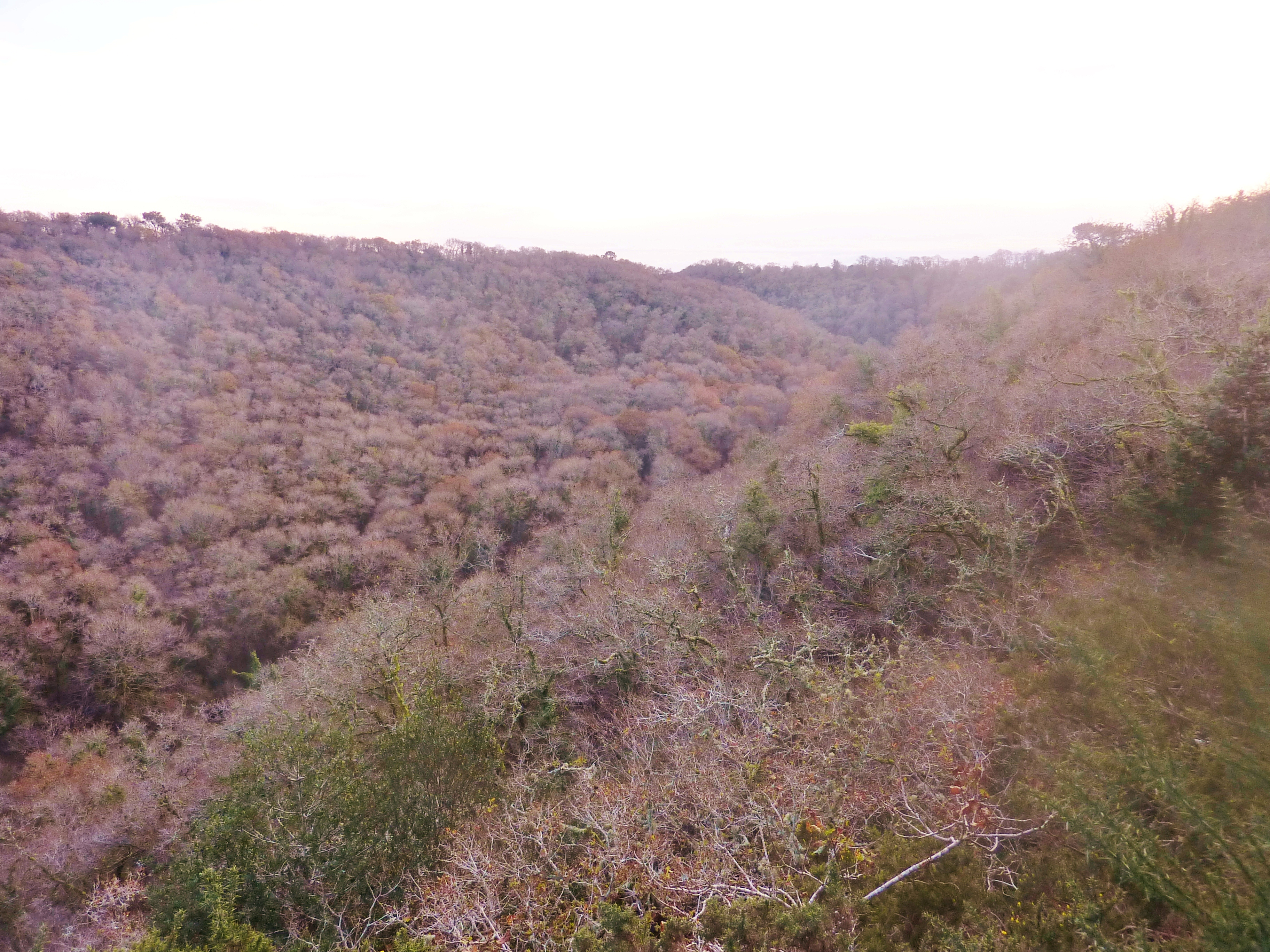
Quimper et Ergué-Gabéric : les gorges du Stangala sur l'Odet, le vallon boisé vu en hiver.

- Le site de l'ancienne carrière de Kerrous est ouvert au public en décembre 2020 ; en septembre 2020, l'installation d'une passerelle sur l'Odet permettra de rejoindre les gorges du Stangala.

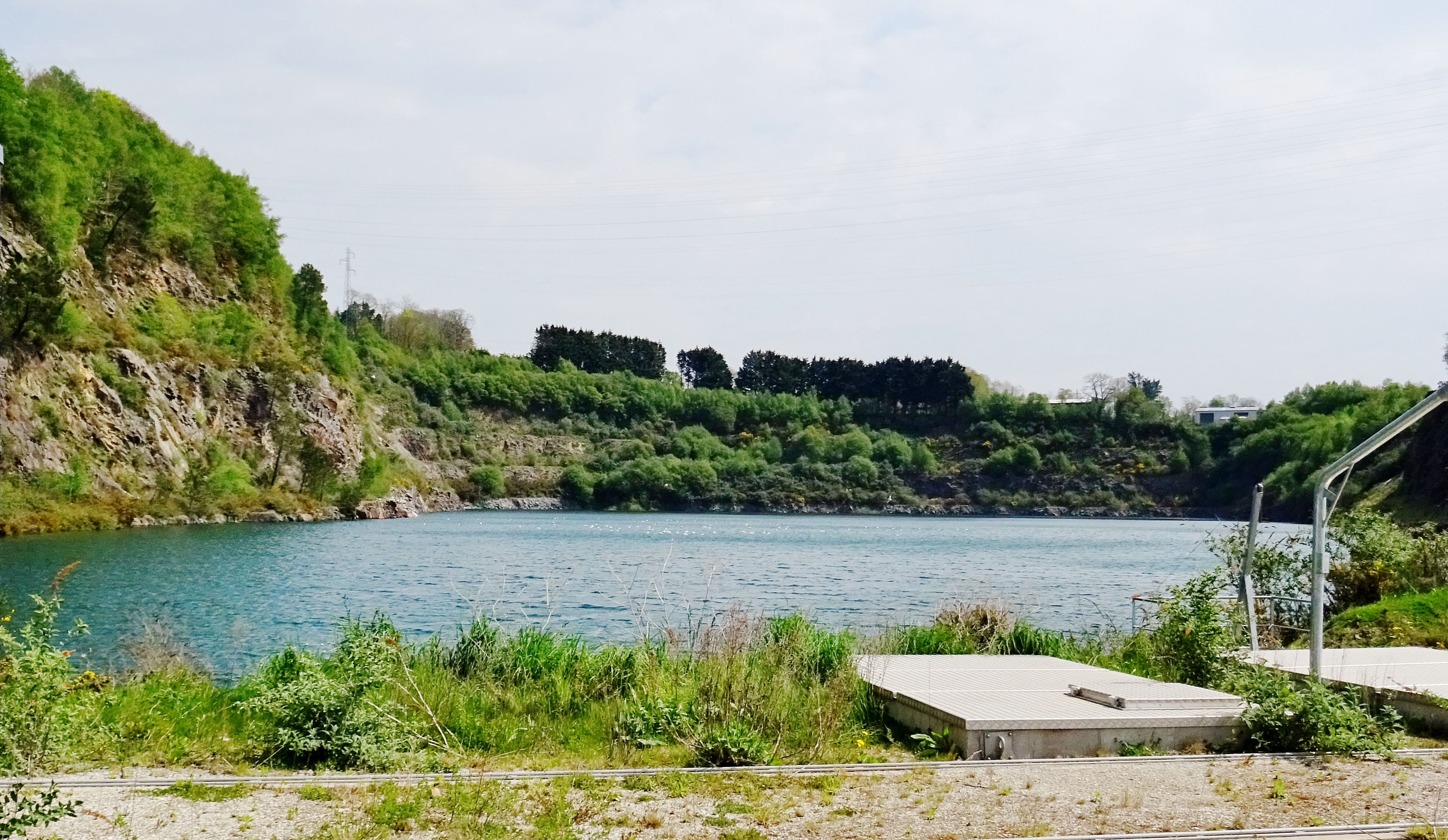
Le site de l'ancienne carrière de granulats de Kerrous, désormais réservoir d'eau potable (proche du site du Stangala).

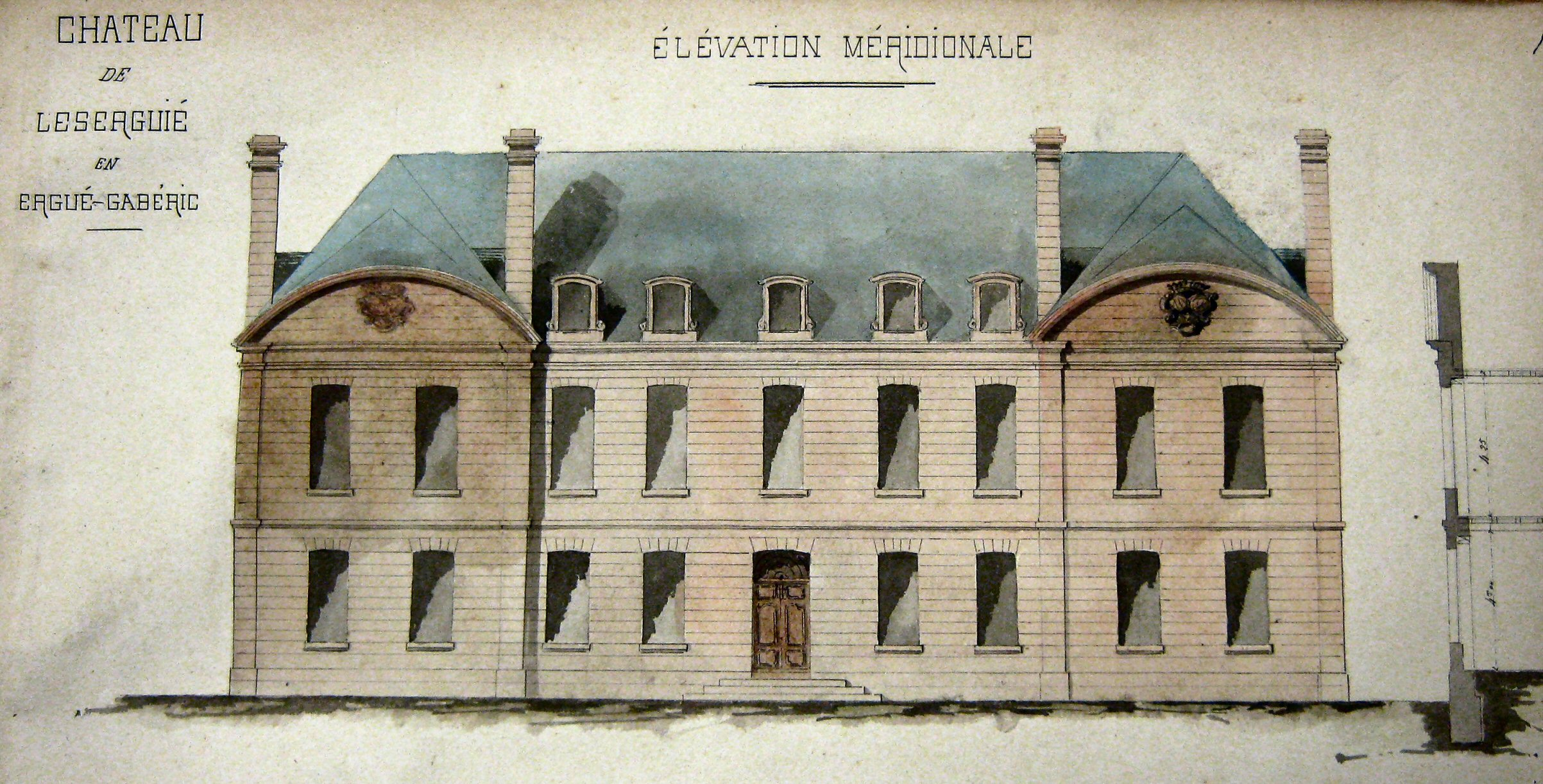
Plan de la façade du château de Lézergué vers 1800 peu après sa reconstruction entre 1751 et 1772 par François Louis de la Marche, seigneur de Botmeur.

- Château en ruines de Lézergué, inscrit au titre des monuments historiques par arrêté du 9 décembre 1929[78],[79],qui fut le manoir des Cabellic, Coatznezre, Autret (dont Guy Autret de Missirien), De la Marche[80].

« Plus important était le château de Lézergué à un kilomètre au nord du bourg, massive construction du XVIIIe siècle, aujourd'hui convertie en ferme et en partie découverte. Sa sévère façade de granit, à laquelle des lichens verdâtres donnent une patine de bronze, est relevée aux extrémités de deux pavillons décorés d'un fronton courbe offrant à son tympan les armoiries de la famille de La Marche : de gueules au chef d'argent. L'escalier de pierre, au fond du large vestibule, monte au palier dallé du premier étage en formant une voûte plate des plus hardies… Ce noble château, fier encore dans sa ruine, fut construit sous Louis XIV par les de La Marche, qui habitaient précédemment le manoir voisin de Kerfors. »

- Le manoir de Pennarun[83] date du XVIIIe siècle dans son état actuel, mais un manoir antérieur fut construit en 1661 comme en témoigne un linteau gravé situé au-dessus de la porte d'entrée. Une légende, Le trésor de Pennarun, le concerne :

« Au Bourg donc, on parlait encore du seigneur de Pennarun, lequel avait mauvaise réputation. Le seigneur ? Quel seigneur ? Son nom s'était perdu dans la nuit des temps si son souvenir était resté vivace. S'agissait-il d'un seigneur en particulier, d'une lignée de seigneurs ? On ne le savait plus. C'était " le " Seigneur de Pennarun ! On disait qu'il était méchant, qu'il avait opprimé les paysans, qu'il pendait à Lenhesq ceux qui ne lui plaisaient pas. Il était si mauvais que la Justice Divine se devait de lui réserver un châtiment exemplaire ! Et c'est ainsi que l'on racontait toujours, vers 1950, que le Seigneur de Pennarun était condamné à réapparaître tous les ans, sous un chêne de l'ale Goz où il remuait éternellement l'or de son trésor enfoui. Cela, le dimanche des Rameaux, pendant la lecture particulièrement longue de l'Évangile de la Passion du Christ selon St Matthieu. La personne qui le trouverait et accepterait son or, le délivrerait de sa malédiction… mais perdrait ipso facto son âme ! En ce temps-là, manquer la messe du dimanche était un péché mortel! »

- Le manoir du Cleuyou date du XVe siècle ; il est environné d'un parc de 4,7 ha[85].

## Personnalités

### Célébrités ayant vécu à Ergué-Gabéric
- Saint Gwenaël, 2e abbé de Landévennec et successeur de saint Guénolé au VIe siècle.
- Guy Autret (1599-1660), seigneur de Missirien et de Lézergué, historien et généalogiste.
- Alain Dumoulin, prêtre, auteur d'une grammaire latino-celtique éditée à Pragues en 1800.
- Jean-François de La Marche, dernier évêque du Léon, mort en exil à Londres en 1806.
- Jean-Marie Déguignet (1834-1905), mendiant, soldat et écrivain.
- Étienne Le Grand (1885-1969), photographe à Quimper.
- François Balès (1921-1944), résistant et coauteur du cambriolage du STO de Quimper.
- Pierre Roumégou, fondateur en 1952 du Bagad de Lann-Bihoué.
- Gwenn-Aël Bolloré (1925-2001), combattant de la France libre, écrivain-éditeur.
- Robert Le Madec (1931-2008), enseignant, artiste peintre.
- Anne Vanderlove (1943-2019), auteur-compositrice-interprète.

### Personnalités liées à Ergué-Gabéric
- Vincent Bolloré, industriel, président d'Havas et du groupe d'investissements familial Bolloré.
- Hervé Jaouen, auteur-écrivain.
- Marie-Josée Christien, poète et critique, a enseigné à l'école maternelle du Rouillen de 2000 à 2015.
- Willy Le Bihan, né à Ergué-Gabéric, éducateur et philanthrope américain, fondateur d'écoles franco-américaines[86].
- Raymond Lozach, né en 1933 à Kerdévot en Ergué-Gabéric, habitant le manoir de Pennarun depuis 1976, militaire de carrière jusqu'à la même date, obtint en tant que président du comité local des cidriers l'Appellation d'origine contrôlée « Cidre de Cornouaille » en 1996 ; président de l'association d'histoire locale "Arkae", il parvint à doter la chapelle de Kerdévot de vitraux dessinés par l'artiste Hung Rannou et réalisés par l'atelier Le Bihan ; il est décédé le 11 juillet 2021[87].

## Jumelages
- Bude (Royaume-Uni) et  Stratton (Royaume-Uni)[88]
- Sinta Maria (Roumanie)